# Arsenal Football Club
Pour la section féminine, voir Arsenal Women Football Club. Pour les articles homonymes, voir Arsenal (homonymie).
Vous lisez un « article de qualité » labellisé en 2006.
Maillots
Actualités
Arsenal Football Club, communément appelé Arsenal ou Arsenal FC, est un club anglais de football, fondé le 1er décembre 1886 à Londres. Son siège est situé dans le borough londonien d'Islington, au nord de la capitale britannique.
Professionnel depuis 1891 et premier club du sud de l'Angleterre à rejoindre l'English Football League en 1893, Arsenal est promu en première division du championnat d'Angleterre en 1904. Relégué une seule fois, en 1913, il en est pensionnaire depuis 1919, un record de longévité. Arsenal compte treize titres de champion, dont cinq sont remportés dans les années 1930 sous la direction d'Herbert Chapman. Trois titres ont été remportés depuis la création de la Premier League en 1992, notamment en 2004 au bout d'une saison où l'équipe reste invaincue sous la direction d'Arsène Wenger. Le club compte également à son palmarès quatorze coupes d'Angleterre (FA Cup), un record.
Sur le plan continental, les Gunners (en français : « les canonniers ») remportent la Coupe d'Europe des vainqueurs de coupe en 1994 et ont perdu cinq autres finales européennes, en Coupe des vainqueurs de coupe en 1980 en 1995, en Coupe UEFA en 2000, en Ligue des champions en 2006 et en Ligue Europa en 2019.
De par son palmarès national et le nombre de concurrents situés à Londres, Arsenal nourrit une rivalité avec de nombreux autres clubs, notamment West Ham ou Chelsea. Toutefois, celle l'opposant à son voisin Tottenham Hotspur, connu comme le « North London derby », est particulièrement ancienne et profonde.
Arsenal s'installe en 2006 dans une nouvelle enceinte pouvant accueillir 60 704 places, baptisée Emirates Stadium, qu'il a fait construire. Le club était alors résident depuis de 1913 du stade de Highbury, du nom d'un quartier du nord de Londres.
Dirigé de longue date par les familles Bracewell-Smith et Hill-Wood, le club est racheté par l'Américain Stan Kroenke, qui détient la majorité des parts depuis 2011. L'entraîneur depuis décembre 2019 est l'Espagnol Mikel Arteta, ancien capitaine du club pour lequel il a joué de 2011 à 2016.

## Histoire

### Un club pionnier du sud de l'Angleterre (1886-1910)

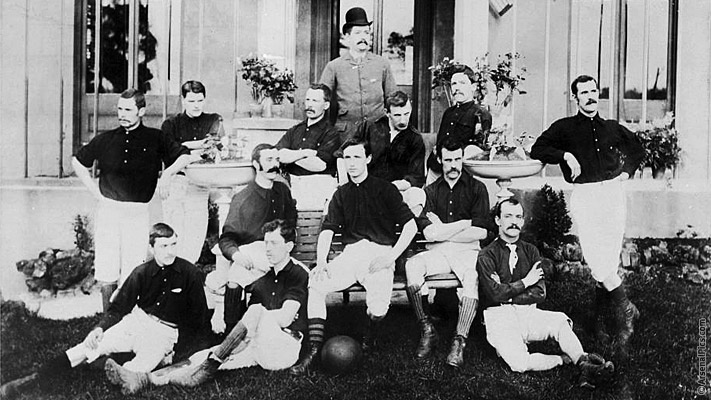
Photo de l'équipe en 1888.

Arsenal est fondé sous le nom de Dial Square FC le 1er décembre 1886 par des ouvriers de la manufacture d'armes Royal Arsenal, située à Woolwich, un quartier à l'Est de Londres, au bord de la Tamise. Bientôt rebaptisé Royal Arsenal, le club adopte finalement l'appellation Woolwich Arsenal lorsqu'il adopte le statut professionnel et prend forme d'une Limited company en 1891.
Ceux que l'on surnomme Gunners sont dès lors exclus de la fédération londonienne[pourquoi ?] et s'inscrivent auprès de la Football League, dont ils intègrent la Second Division et sont le premier club du sud du pays, en 1893. Ils évoluent alors au Manor Ground de Plumstead. Quand le club est promu en First Division en 1904, il n'y a toujours pas d'autre club de la région de Londres dans la compétition. Cet isolement géographique handicape le club, qui connaît des problèmes financiers récurrents en raison des faibles affluences lors des matchs joués à domicile.

### Débuts difficiles (1910-1925)

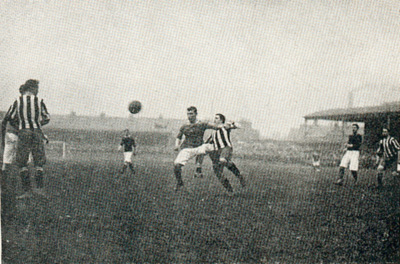
Woolwich Arsenal (en foncé) face à Newcastle Utd en 1906.

En 1910, malgré la promotion récente des clubs londoniens de Tottenham et Chelsea dans l'élite, le club est proche de la faillite, quand les hommes d'affaires Henry Norris et William Hall, dirigeants du Fulham Football Club, le rachètent.
Norris cherche à augmenter les revenus du club. Il essaie tout d'abord de fusionner Arsenal avec son autre club, Fulham, mais le projet est bloqué par la Football League. Considérant sa localisation à Woolwich comme un handicap, Norris travaille à un déménagement. En 1913, alors qu'Arsenal finit dernier du championnat et se trouve relégué en deuxième division, il opte pour un terrain dans le quartier d'Highbury, au nord et plus proche du centre — malgré les objections des supporters qui habitent Woolwich et des résidents du nouveau quartier. Il en aurait coûté 125 000 livres anglaises (une somme énorme pour l'époque) pour construire le nouveau stade, conçu par Archibald Leitch[réf. souhaitée]. Le club abandonne dès lors le nom Woolwich et devient "The Arsenal".

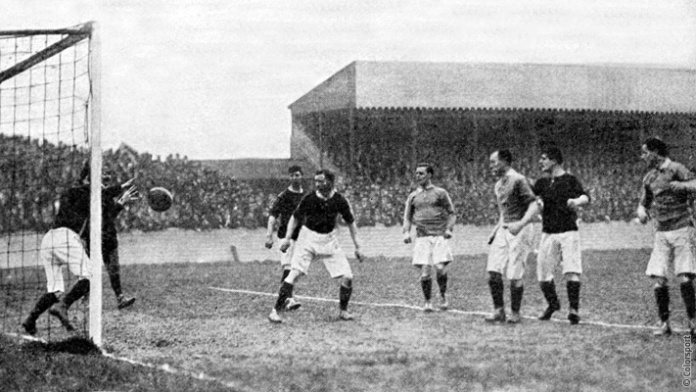
Match au Manor Ground contre Everton.

Cinquième de Second Division en 1915, à la veille d'une interruption de quatre ans due à la Première Guerre mondiale, le club bénéficie de l'élargissement à 22 clubs de la première division en 1919 pour y être promu dans des circonstances qui font polémique. La promotion du club, qui parait peu défendable sur le plan purement sportif, semble être aidée par l'influence du président Norris, qui la justifie par les « services rendus au football de ligue » puisqu'il a été le premier club du sud à intégrer la Football League. La fédération valide par 18 votes contre 8 la promotion d'Arsenal, aux dépens de clubs mieux classés en 1915 et de Tottenham Hotspur, derniers de First Division. Cette decision nourrit l'animosité entre les deux clubs, qui s'est perpétuée jusqu'à aujourd'hui. Des arrangements auraient eu lieu, on évoque même la corruption de certains membres par Sir Henry Norris, par exemple John McKenna, le président de Liverpool et de la Football League[réf. souhaitée]. Arsenal est resté depuis lors en première division du championnat d'Angleterre, dont il détient le record de longévité sans interruption.

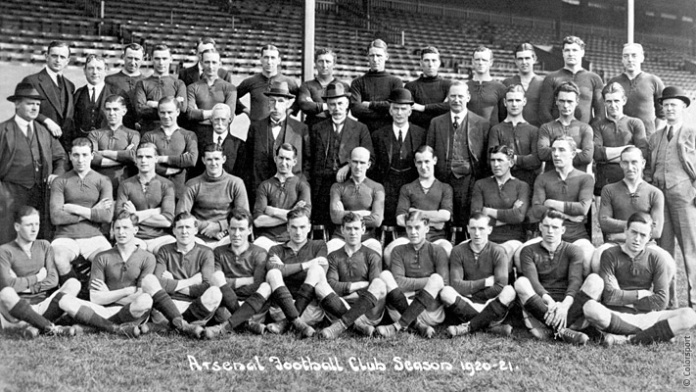
Équipe d'Arsenal en 1920.

Bien que le déménagement à Highbury ait amené plus de spectateurs et éloigné le spectre de la ruine financière, le retour d'Arsenal en première division n'est pas immédiatement couronné de succès. Sous la conduite de Leslie Knighton, le club finit au mieux neuvième au classement. En 1924 et 1925, il est même près de descendre en deuxième division, finissant 19e sur 22, avec un seul point d'avance sur le premier relégué, puis 20e. Norris limoge alors Knighton et débauche Herbert Chapman, le manager de Hudderfield Town, double champion d'Angleterre en titre.

### Premiers succès sous l'ère Chapman et son héritage (1925-1939)

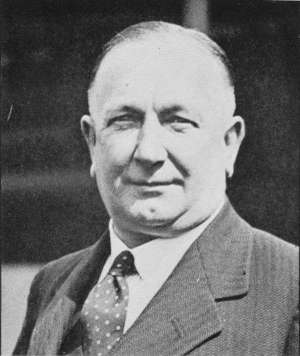
Herbert Chapman, légendaire entraîneur d'Arsenal.

En 1925, Herbert Chapman devient donc l'entraîneur d'Arsenal. Ancien joueur professionnel, devenu un entraîneur à succès, il est à la fois expérimenté et innovateur dans son approche du métier. Sur le terrain il revoit les méthodes d'entraînement et de physiothérapie. En dehors, il modifie les couleurs du club en ajoutant des manches blanches au maillot rouge[réf. nécessaire]. Chapman bénéficie par ailleurs de fonds importants pour renforcer l'équipe par des transferts de joueurs, grâce aux recettes du nouveau stade et au changement d'état d'esprit de Henry Norris, auparavant très prudent.

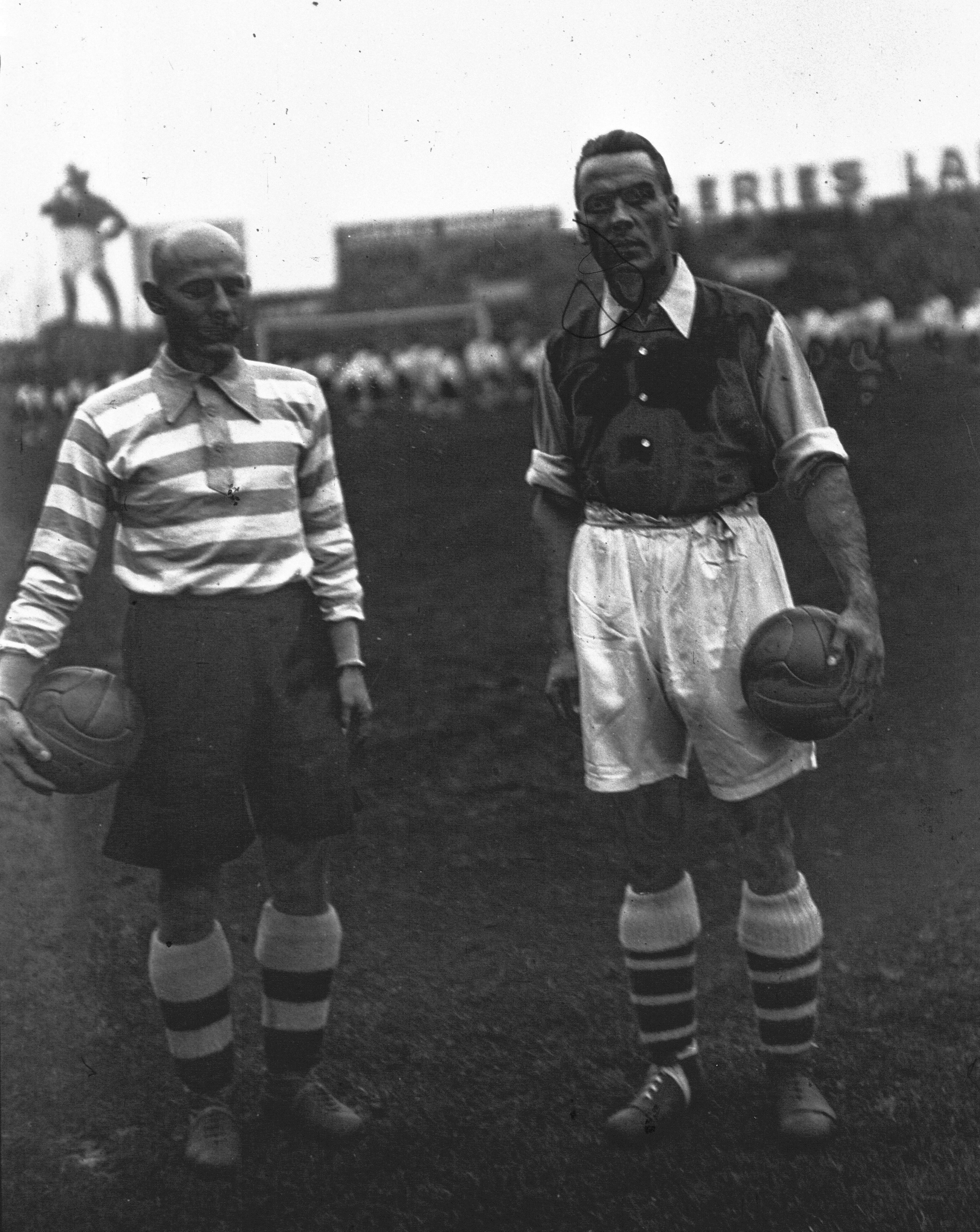
Alex James (à droite), quadruple champion d’Angleterre avec les Gunners.

Chapman recrute dès son arrivée le vétéran Charlie Buchan de Sunderland, puis l'attaquant Jack Lambert (en) en 1926. En plus de son apport sur le terrain, Buchan joue un rôle important hors du terrain : après une déroute contre Newcastle United en octobre 1925 (7-0), il suggère d'adapter la formation à l'assouplissement de la règle du hors-jeu. Chapman abandonne le traditionnel 2-3-5 et invente le « WM », une tactique révolutionnaire, renforçant la ligne de défense, qui s'imposera dans le monde entier. Il poursuivra son travail tactique en insistant sur la rapidité de ses attaquants, la capacité de ses ailiers à repiquer vers le centre, et sur le caractère indispensable d'un milieu de terrain créateur. Chapman montre également sa capacité à trouver le bon joueur pour chaque poste, et il construit petit à petit une équipe capable de dominer le football anglais. Arsenal est d'abord dauphin d'Huddersfield Town en championnat en 1926, puis finaliste malheureux de la Coupe d'Angleterre en 1927 face aux Gallois de Cardiff City.
Chapman continue à améliorer son effectif, recrutant notamment en 1927 le jeune Eddie Hapgood, qui deviendra capitaine, puis David Jack en 1928. Dans les coulisses, Norris, interdit en 1929 de toute fonction dans le football anglais, cède la direction à l'homme d'affaires et politique Samuel Hill-Wood (en), qui a la sagesse d'accorder une totale confiance à Chapman, et la capacité à lui offrir des fonds supplémentaires pour renforcer l'équipe et améliorer les infrastructures. Alex James et Cliff Bastin signent en 1929. Alex James, excellent milieu de terrain et pourvoyeur de ballons pour les attaquants, devient le moteur de l'équipe. Arsenal remporte son premier trophée en 1930 en battant Huddersfield en finale de la Cup (2-0, but de James et Lambert), puis enlève son premier titre de champion l'année suivante, bien aidé par les 39 buts de Lambert. Ce succès marque le début d'une décennie pendant laquelle Arsenal domine le football anglais. En 1932, le club obtient que la station de métro Gillepsie Road, proche de son stade, soit renommée Arsenal, fait unique à Londres.

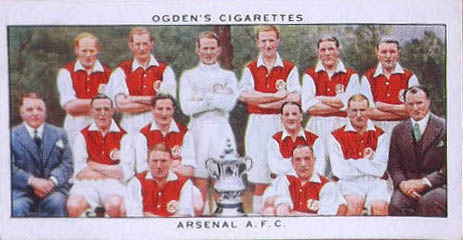
Les vainqueurs de la FA Cup en 1936.

Vice-champions et finalistes malheureux en Cup en 1932, les Gunners se rattrapent en remportant le championnat en 1933, en marquant au passage 118 buts. En janvier 1934, Chapman décède subitement, victime à 55 ans d'une pneumonie. Hill-Wood décide de faire confiance à l'entraîneur de la réserve, Joe Shaw (en), qui parvient à conserver le titre de champion en fin de saison. À l'été 1934, le club nomme George Allison, jusque-là un de ses cadres, comme manager. Allison s'appuie sur les fondations posées par Chapman, Shaw et l'adjoint de Chapman Tom Whittaker étant chargé des aspects techniques. Les Gunners remportent un troisième titre de champion consécutif en 1935, puis la FA Cup en 1936 contre Sheffield United, à Wembley (1-0). Deux ans plus tard, Arsenal remporte encore le championnat d'Angleterre, un point devant Wolverhampton.

### La difficile reconstruction après-guerre (1946-1966)
Arsenal est durement frappé par la Seconde Guerre mondiale, qui coûte la vie à neuf de ses joueurs. Samuel Hill-Wood fait un bref retour à la présidence, le temps d'y installer Bracewell Smith (en). Leurs deux familles - Hill-Wood et Smith - veilleront aux destinées du club jusqu'à la fin des années 2000. Apprécié pour ses qualités humaines, George Allison n'a pas l'expertise footballistique de Chapman et il peine à reconstruire un effectif compétitif.
Après une décevante 13e place en championnat, Allison se retire en 1947 et laisse sa place à son adjoint Tom Whittaker, qui remporte le championnat dès sa première saison sur le banc, en 1948. Il remporte encore la Coupe d'Angleterre en 1950. En 1952, il manque de peu le doublé mais son équipe perd les trois derniers matchs, abandonnant le championnat à Manchester United et la FA Cup à Newcastle.
Malgré cet amer échec, Arsenal remporte le championnat pour la septième fois en 1953 ; un titre acquis de justesse puisqu'il se joue à la différence de buts. C'est le dernier titre d'Arsenal avant une période d'insuccès longue de 17 ans. Le club n'attire plus de joueurs majeurs et a le malheur de perdre son entraîneur Whittaker qui décède au cours de la saison 1956-1957. Jack Crayston (en) et George Swindin, deux anciens joueurs, se succèdent à la suite de Whittaker, sans plus de réussite qu'une troisième place en championnat en 1959.
En 1962, Arsenal recrute comme manager Billy Wright, l'emblématique capitaine de la sélection anglaise, dont c'est la première expérience sur la banc d'un club. Il ne connaît pas de succès, si ce n'est les timides débuts européens du club en Coupe des villes de foires 1963-1964. Pour la dernière saison de Wright avant son renvoi, en 1965-1966, Arsenal finit 14e, son plus mauvais résultat depuis 36 ans. Le club n'a guère plus de réussite en coupe puisqu'après sa finale de 1952, il ne dépasse pas le stade des quarts de finale jusqu'en 1971. Les affluences à Highbury sont particulièrement basses (4 554 spectateurs de moyenne). George Eastham est le seul joueur d'Arsenal à être sélectionné en équipe d'Angleterre lors de sa campagne victorieuse de la Coupe du monde 1966.

### Les années Mee: premier titre européen et premier doublé (1966-1976)

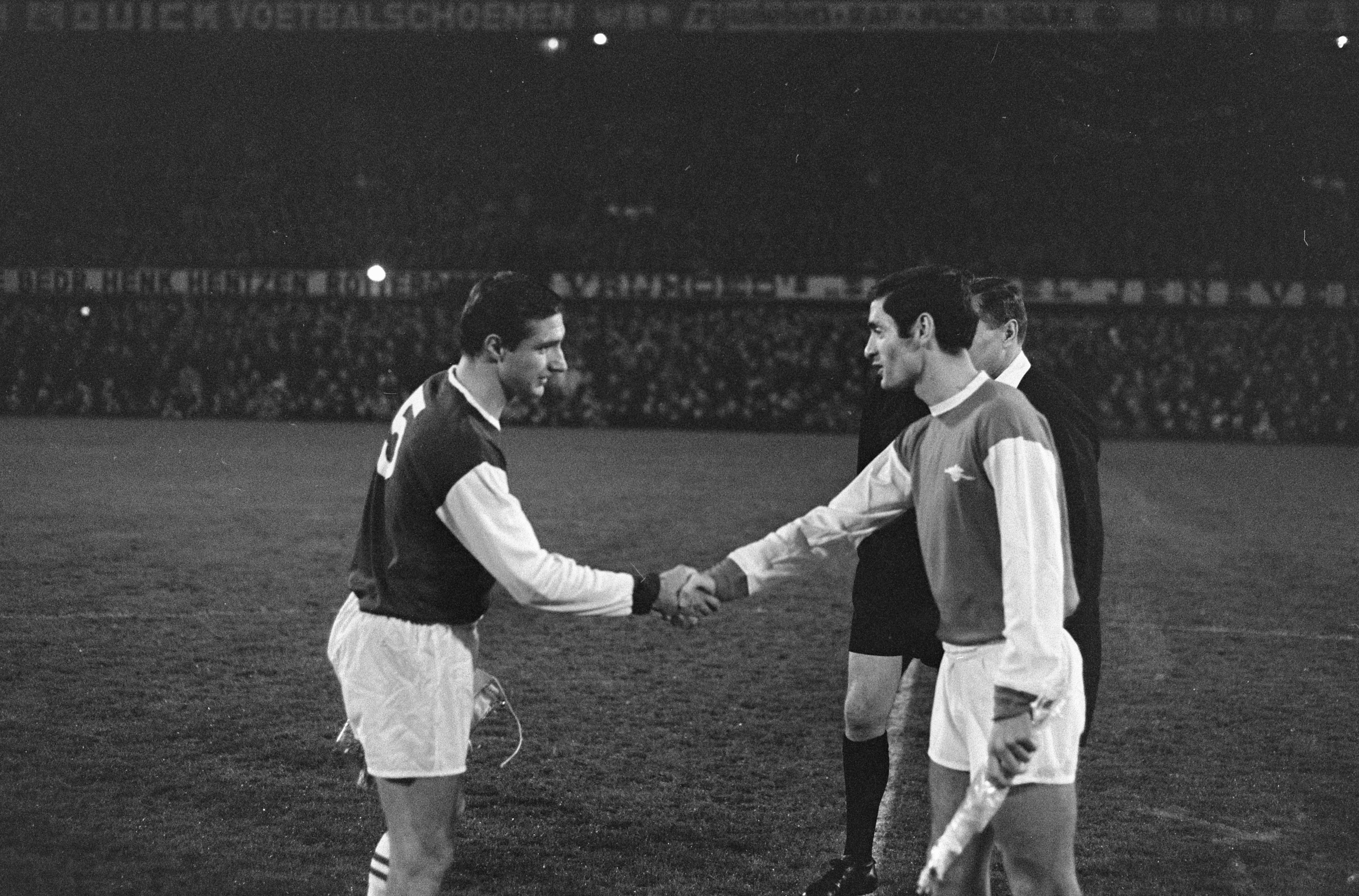
Avant match amical face au Feyenoord Rotterdam en 1967.

À la suite du renvoi de Billy Wright, durant l'été 1966, Arsenal nomme le physiothérapeute Bertie Mee pour lui succéder comme manager du club : c'est une surprise y compris pour lui-même[réf. souhaitée]. Mee réussit à composer une équipe comptant des joueurs d'expérience comme le capitaine Frank McLintock, en défense, et le milieu défensif Peter Storey, et des jeunes talentueux, vainqueurs de la FA Youth Cup en 1966, comme Charlie George, John Radford et Ray Kennedy. Arsenal atteint deux fois de suite la finale de la Coupe de la Ligue (une nouvelle compétition lancée en 1960) en 1968 et 1969, mais s'incline contre Leeds United (0-1) puis contre Swindon Town, pourtant modeste équipe de troisième division (1-3).

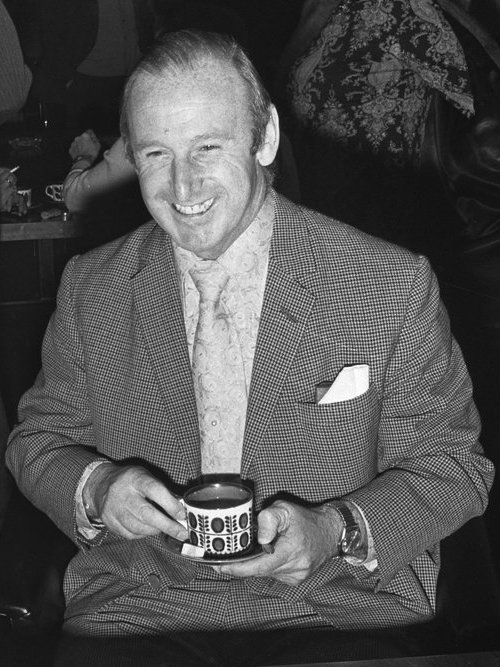
L’entraîneur Bertie Mee, vainqueur du premier trophée européen et auteur du premier doublé en 1970 et 1971.

Cette dernière saison, Arsenal termine quatrième du championnat, son meilleur classement depuis dix ans, ce qui lui offre une qualification pour la Coupe des villes de foires l'année suivante. Vainqueur notamment du Sporting Portugal, du FC Rouen, et de l'Ajax Amsterdam en demi-finale, Arsenal dispute face aux Belges d'Anderlecht une première finale européenne. Au match aller les Gunners sont menés par 3-0 mais Kennedy réduit la marque en fin de rencontre. Au match retour, Arsenal l'emporte par 3-0 à Highbury grâce à des buts de Radford, Eddie Kelly et Jon Samuels, et remporte son premier trophée depuis 17 ans.
La saison suivante, en 1970-1971, Arsenal signe son premier doublé en remportant la FA Cup et le championnat, en dépit d'une sévère défaite inaugurale contre Stoke City (0-5). Les Gunners emportent une victoire décisive sur le terrain de leurs rivaux de Tottenham (1-0, but de Ray Kennedy) lors de la dernière journée, qui leur permet de finir devant Leeds United. Cinq jours plus tard, ils battent Liverpool en finale de la Coupe, après avoir été mené en début de prolongation, grâce à Kelly et George (2-1).

Malgré le recrutement du champion du monde 1966 Alan Ball, ces trophées n'en appellent pas d'autres. Les Gunners débutent la saison 1971-1972 par trois défaites et finissent le championnat à une décevante cinquième place. Ils sont éliminés en quarts de finale de la coupe d'Europe par l'Ajax Amsterdam de Johan Cruyff, alors au sommet de son art, et s'inclinent en finale de la FA Cup face à Leeds United.

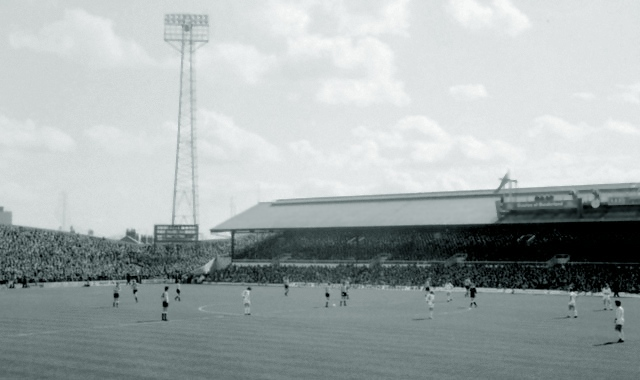
Les Gunners en déplacement à Sunderland en 1976.

Arsenal termine à la deuxième du championnat en 1973, puis entame un déclin sévère. Le club est seulement 16e du championnat en 1975 et 17e en 1976, le plus mauvais classement depuis 40 ans. Ces mauvaises prestations entraînent la démission de Mee.

### Un relatif déclin (1976-1986)

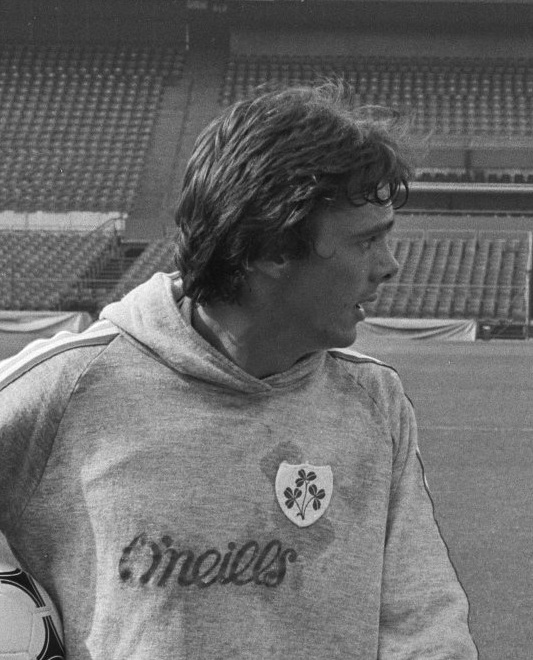
David O'Leary, le recordman du nombre d'apparitions avec les Gunners fait ses débuts en équipe première en 1975.

Mee est remplacé par Terry Neill, ancien joueur du club et entraîneur de Tottenham. Sous sa conduite et l'apport d'un fort contingent irlandais (Liam Brady, Pat Rice, Frank Stapleton, Pat Jennings et David O'Leary), Arsenal retrouve la première moitié du classement en championnat. Sans pouvoir rivaliser avec Liverpool, le grand club anglais du moment, les Gunners tirent leur épingle du jeu avec trois finales consécutives en FA Cup de 1978 à 1980, mais seule la finale de 1979 est remportée, in extremis, face à Manchester United (3-2, buts de Brian Talbot, Stapleton et Alan Sunderland).
Lors de la saison 1979-1980, Arsenal joue 70 matchs (un record) mais termine sans trophée ni titre. En finale de FA Cup, Arsenal affronte une équipe de 2e division, West Ham United, mais s'incline 1-0. Les Gunners perdent aussi en finale de Coupe d'Europe des vainqueurs de coupe aux tirs au but contre les Espagnols du Valence CF, le match s'étant terminé sur un score nul (0-0).
Avec le départ de Brady à la Juventus de Turin, le club traverse une nouvelle période creuse. Terry Neill tente de recruter Diego Maradona, mais le prodige argentin signe au FC Barcelone. Arsenal termine régulièrement dans les quatre premiers du championnat sans remporter de championnat ni de coupe, les Gunners atteignant au mieux les demi-finales en 1983, dont ils sont éliminés par Manchester United.
Terry Neill éprouve des difficultés avec ses joueurs, notamment Alan Hudson et Malcolm Macdonald[réf. souhaitée]. Il est limogé en décembre 1983 après un mauvais début de saison. Son adjoint Don Howe lui succède mais ne réussit pas non plus à remporter de trophée. Arsenal obtient des places d'honneur en championnat (6e et 7e) mais est sorti de FA Cup par un club de troisième division, York City. Les supporters désertent le stade et Howe démissionne en mars 1986 après avoir appris les approches du club auprès de Terry Venables pour le remplacer.

### Retour au sommet avec George Graham (1986-1995)

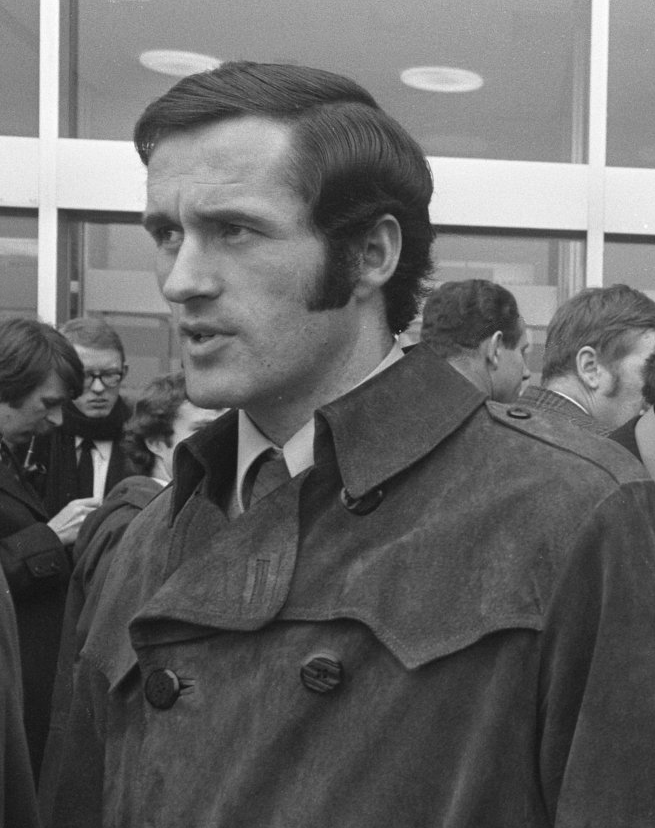
L'Écossais George Graham, ici en 1970, ramène le club au sommet.

Le 14 mai 1986, George Graham, ancien joueur d'Arsenal alors manager de Millwall, est nommé en remplacement de Howe : c'est le début d'une période en or pour le club. Bien qu'Arsenal ne finisse que quatrième du championnat pour la première saison complète de Graham, le club remporte la League Cup après un parcours à rebondissements, marqué par des remontées aux dépens de Tottenham et Liverpool, en demi-finale et finale.

Arsenal se trouve une défense organisée autour de Tony Adams, Lee Dixon, Steve Bould et Nigel Winterburn, qui fera son bonheur pendant une dizaine d'années. Le club est enfin champion d'Angleterre en 1989, son premier titre depuis 1971, grâce à une victoire lors de la dernière journée à Anfield, le terrain de Liverpool, alors en tête. Arsenal doit gagner par deux buts d'écart. Alan Smith en marque un premier au début de deuxième mi-temps, mais le score ne change ensuite pas. Alors qu'il ne reste que quelques secondes à jouer et que les Reds sont tout proches d'être champions, Michael Thomas marque le deuxième but d'un lob sur le gardien de Liverpool, Bruce Grobbelaar. Arsenal est sacré champion à la surprise générale[réf. souhaitée].

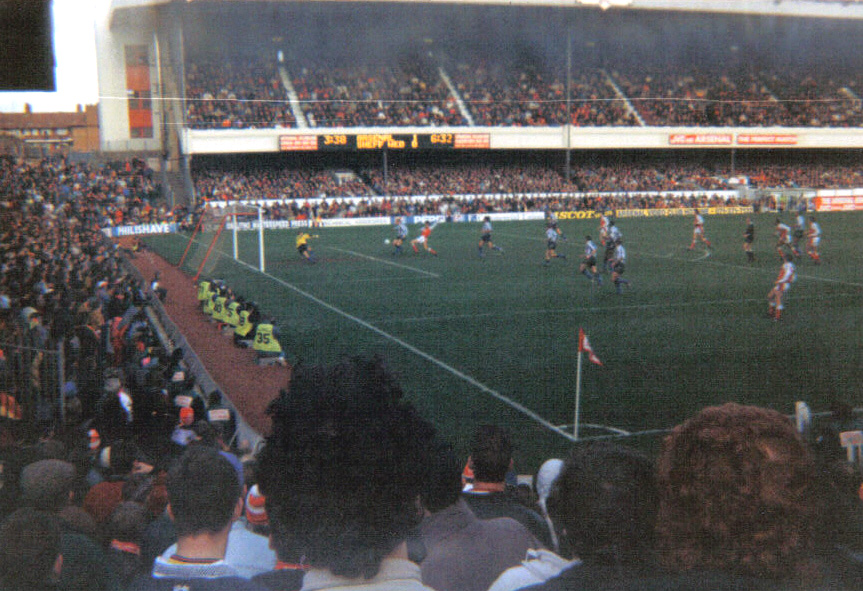
Match face à Sheffield Wednesday, à Highbury en 1992.

Arsenal est de nouveau champion d'Angleterre en 1991, avec ses nouvelles recrues David Seaman et Anders Limpar, en ne perdant qu'un match et en finissant avec sept points d'avance sur le second, Liverpool. Les Gunners sont par contre éliminés en demi-finale de la FA Cup par Tottenham et ne peuvent pas réaliser le doublé.
Durant la saison 1991-1992, Arsenal fait son retour en coupe d'Europe après vingt ans d'absence et recrute l'attaquant anglais Ian Wright de Crystal Palace. Mais les Gunners sont éliminés dès le second tour par Benfica et, malgré de meilleurs résultats au printemps, ne terminent qu'à la quatrième place en championnat. La tactique d'Arsenal change alors, l'équipe devient plus défensive : c'est la grande époque du Boring Arsenal (en français : « Arsenal l'ennuyeux »). Un choix payant puisqu'en 1992-1993 Arsenal remporte la FA Cup après un match d'appui contre Sheffield Wednesday (1-1, puis 1-0, but d'Andy Linighan), et la League Cup.
Arsenal remporte en 1994 son deuxième trophée européen, la Coupe d'Europe des vainqueurs de coupe, en battant en finale le tenant du titre, les Italiens de Parme (1-0, but d'Alan Smith).
C'est le dernier trophée pour Graham qui est renvoyé en février 1995 pour avoir reçu une commission illégale sur le transfert du Danois John Jensen en 1992. Le départ de Graham fait mal à l'équipe au point qu'elle semble menacée par une possible relégation. Finalement elle parvient en finale de Coupe d'Europe des vainqueurs de coupe mais s'y incline face au Real Saragosse, et termine à une très décevante douzième place en championnat. Le club nomme alors Bruce Rioch à la tête de l'équipe en 1995 mais après une cinquième place à l'issue de la saison 1995-1996 et des désaccords avec la direction, il est démis de ses fonctions en octobre 1996.

### L'ère Arsène Wenger (1996-2018)

#### Des succès rapides et spectaculaires (1996-2006)

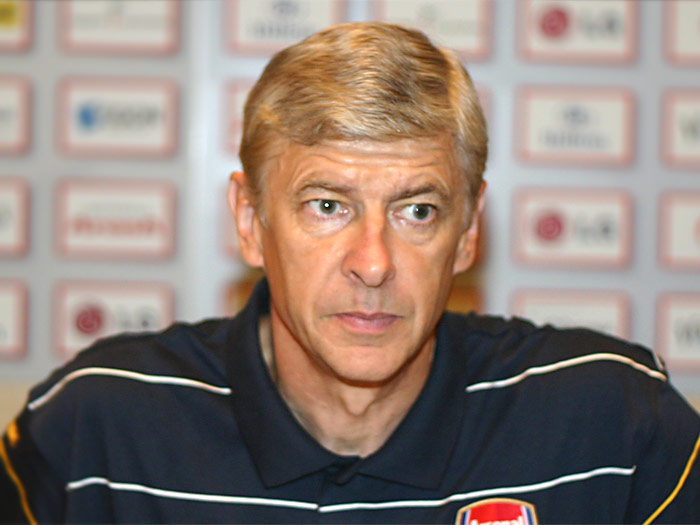
Arsène Wenger arrive au club en 1996.

Le 30 septembre 1996, Peter Hill-Wood annonce le recrutement d'Arsène Wenger comme entraîneur. Dix-huitième entraîneur de l'histoire du club, il est le premier non britannique. Arrivé dans un relatif anonymat (le tabloïd anglais Evening Standard titrant, le lendemain de sa nomination « Arsene Who? »), Wenger bouleverse les habitudes du club londonien. Il met en place une tactique offensive, basée sur la vitesse et des passes au sol, qui tranche avec le jeu habituel en Angleterre, tout en s'appuyant sur les cadres de l'effectif. 

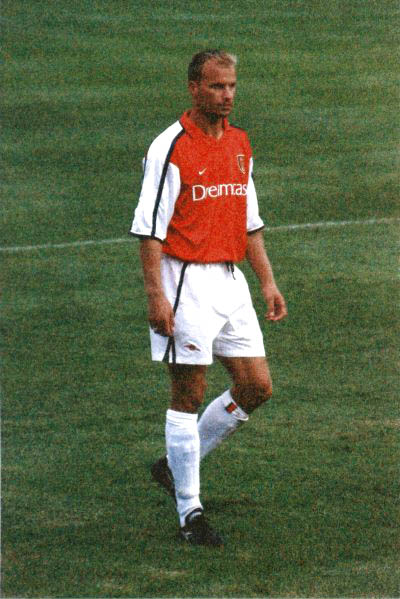
Dennis Bergkamp sous le maillot d'Arsenal, saison 1999-2000.

Après une première saison 1996-1997 terminée à la troisième place, le nouvel Arsenal, emmené par son attaquant Dennis Bergkamp, remporte lors de la saison 1997-1998 le championnat devant Manchester United puis la FA Cup face à Newcastle — il s'agit seulement du second doublé coupe-championnat de l'histoire du club. Wenger renforce progressivement l'effectif avec des étrangers, notamment les Français (dont la sélection remporte la Coupe du monde en 1998) : Patrick Vieira en 1996, Nicolas Anelka et Emmanuel Petit en 1997, Thierry Henry en 1999, Sylvain Wiltord et Robert Pirès en 2000. Cela ne suffit cependant pas à empêcher la suprématie du Manchester United d'Alex Ferguson, auteur d'un historique triplé championnat-coupe d'Angleterre-Ligue des champions en 1999 et encore champion d'Angleterre les deux saisons suivantes. Les Gunners atteignent la finale de la Coupe UEFA en 2000 face à Galatasaray SK, mais s'y inclinent aux tirs au but. Ils perdent également une finale de Coupe d'Angleterre contre Liverpool en 2001.
Afin d'anticiper la fin de carrière de Tony Adams et Martin Keown en défense, Wenger n'hésite pas à attirer le capitaine du grand rival, Tottenham Hotspur, Sol Campbell. Emmenés par les performances de Henry, meilleur buteur du championnat, et de Pirès, meilleur passeur, les Gunners réalisent un nouveau doublé coupe-championnat en 2002, devançant Liverpool en Premier League et battant Chelsea en finale de FA Cup. L'année suivante, le club perd le championnat face à Manchester United mais remporte une nouvelle Cup contre Southampton.

Cette période faste entraîne une forte internationalisation du club, porté par la popularité de ses nombreux joueurs étrangers, notamment Thierry Henry, meilleur buteur du championnat à quatre reprises. Le club devient l'un des plus populaires et les plus suivis au monde. Avec Manchester United, Chelsea et Liverpool, Arsenal forme alors aux yeux des observateurs le « Big Four », qui réunit les quatre principaux clubs anglais. La rivalité avec le Manchester United d'Alex Ferguson est particulièrement forte, les deux clubs se partageant tous les titres de champion entre 1996 et 2004. La rivalité sur le banc de touche se retrouve sur le terrain, notamment entre les deux capitaines Roy Keane et Patrick Vieira.

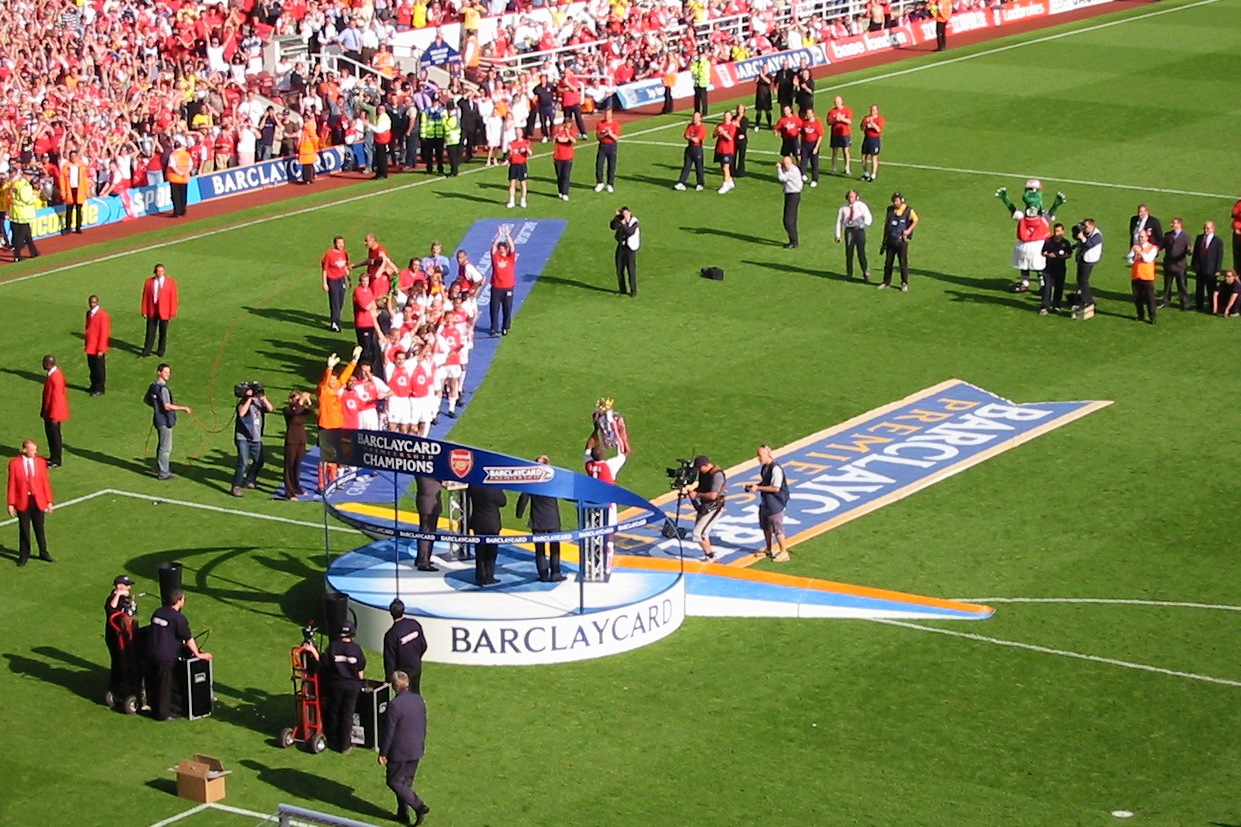
Présentation du trophée de champion d'Angleterre 2004.

La saison 2003-2004 est historique : Arsenal est officiellement sacré champion, pour la treizième fois de son histoire, sur le terrain de Tottenham le 24 avril, mais surtout l'équipe termine le championnat invaincue, une première en Angleterre depuis 1889. Elle est alors surnommée « invincible Arsenal » – bien qu'elle soit éliminée des coupes, et notamment en quart de finale de Ligue des champions par Chelsea. Le 24 octobre 2004, les Gunners s'inclinent à Old Trafford, le terrain de Manchester United, mettant fin à une série record de 49 matchs sans défaite. Après le match, une bagarre éclate dans le tunnel. La rencontre est surnommée the Battle of the Buffet (en) par la presse anglaise.

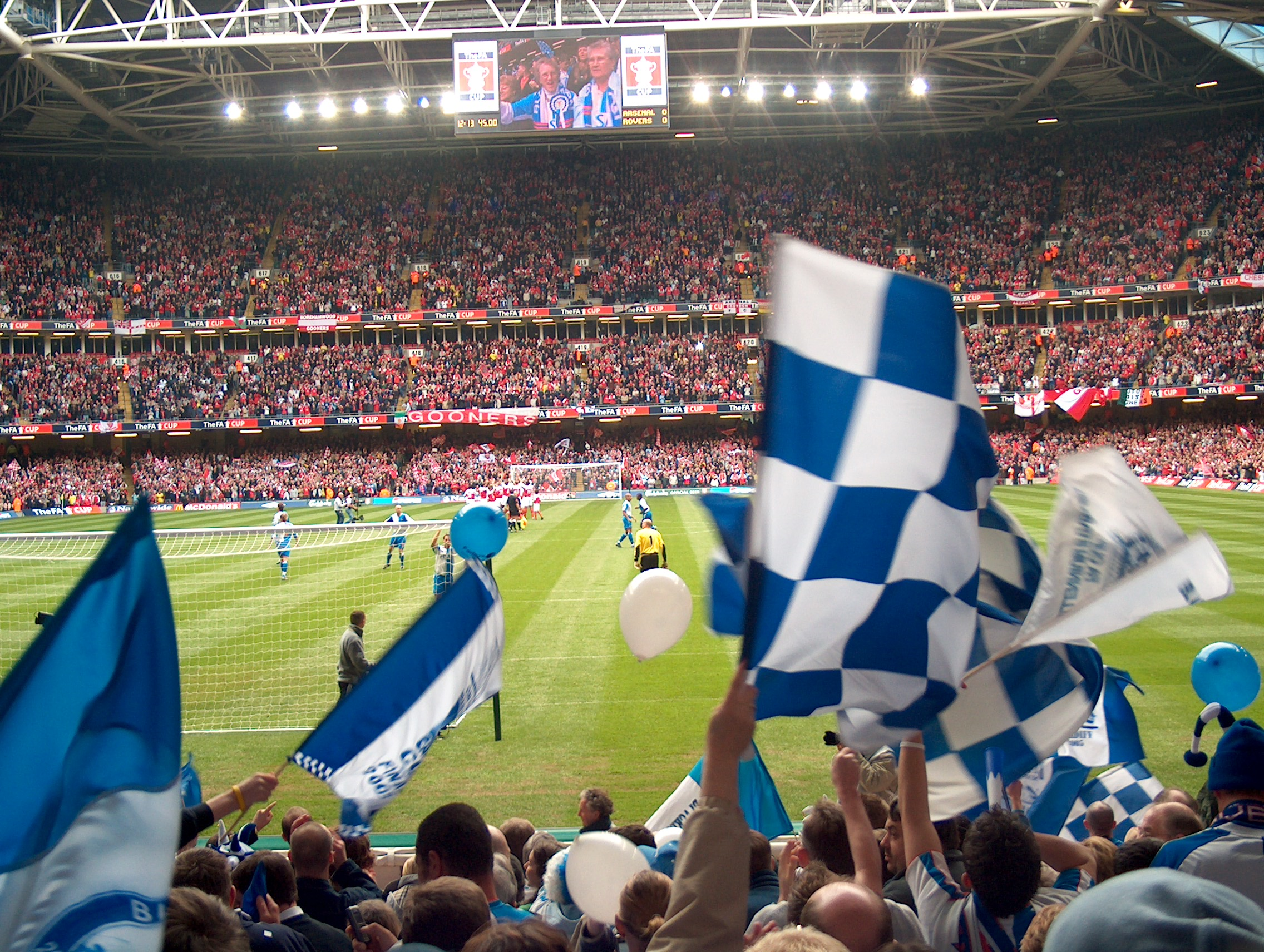
Demi-finale de FA Cup entre les Gunners et Blackburn Rovers, au Millennium Stadium en 2005.

Arsenal termine finalement second en championnat derrière Chelsea mais remporte une nouvelle fois la Coupe d'Angleterre face à Manchester United. Le capitaine Patrick Vieira inscrit l'ultime tir au but pour son dernier match avec le club.

La saison 2005-2006 est la dernière dans le stade dit de Highbury. Afin de répondre aux nouvelles normes de sécurité, sa capacité avait été réduite dans les années 1980 et 1990 de 57 000 à 38 000 places, un chiffre devenu insuffisant étant donné la popularité du club. Le 7 mai, les Gunners y disputent leur dernier match contre Wigan.

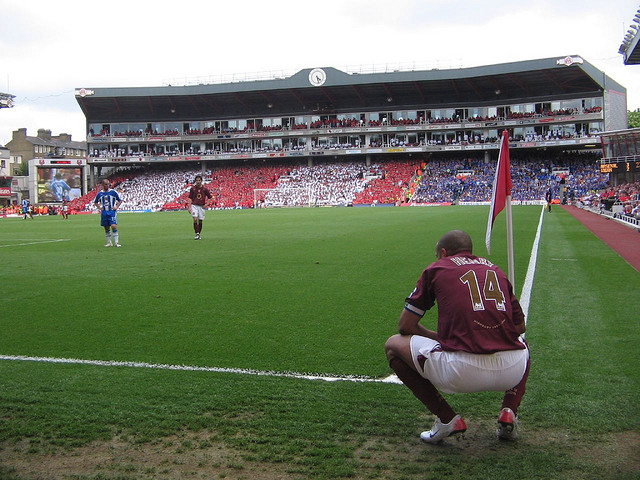
Thierry Henry, lors du dernier match à Highbury en mai 2006.

Quelques jours plus tard, après un parcours remarquable au cours duquel ils ont éliminé notamment le Real Madrid et la Juventus, Wenger et ses hommes jouent pour la première fois de l'histoire du club une finale de Ligue des champions, face au FC Barcelone. Rapidement réduits à dix après l'exclusion de leur gardien de but Jens Lehmann, les Anglais ouvrent pourtant le score par Sol Campbell mais concèdent finalement deux buts en fin de match et s'inclinent.

#### De rares titres dans le nouveau stade (2006-2018)

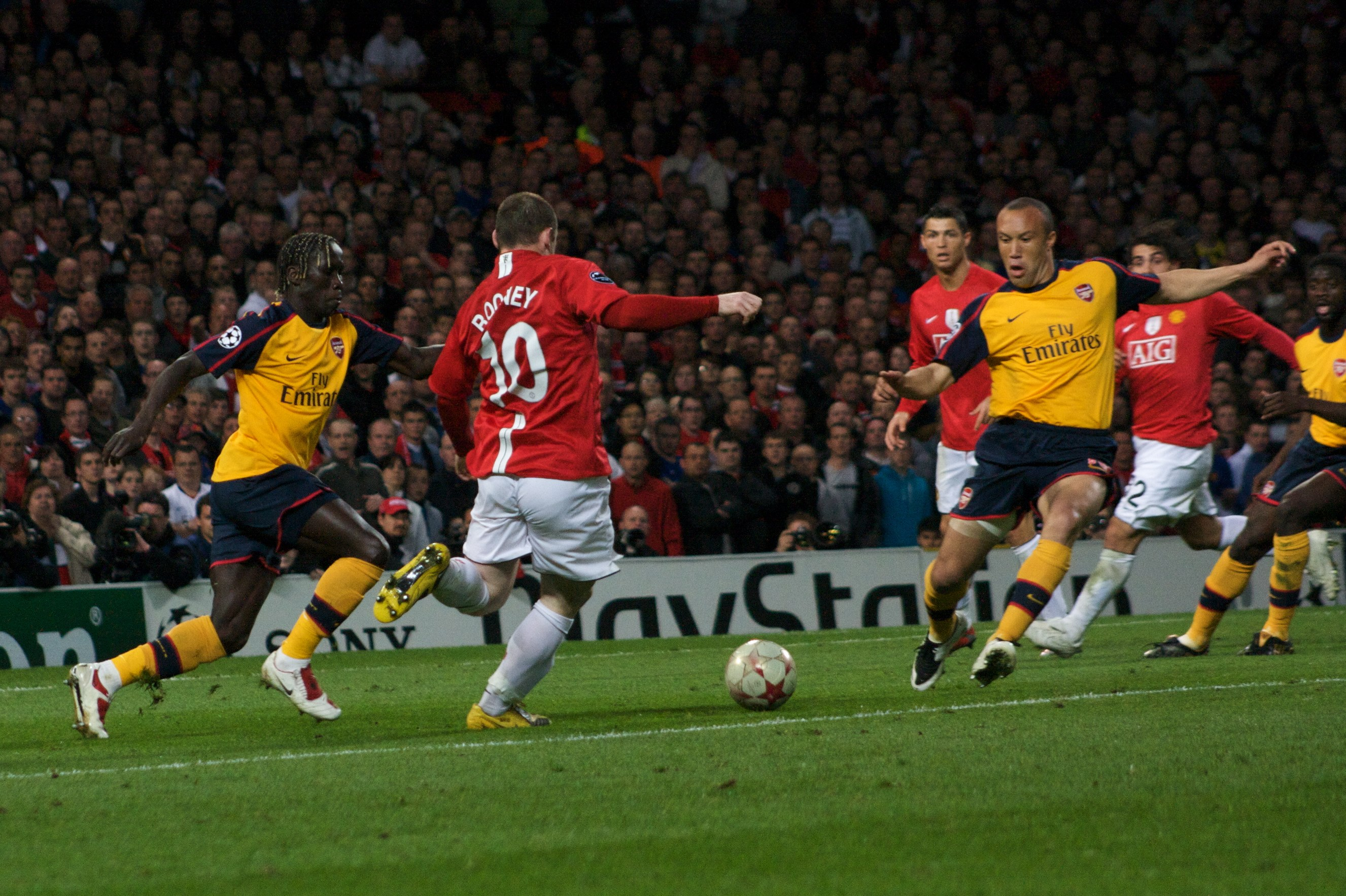
Les Gunners (en jaune), face à Manchester United en demi-finale de la Ligue des champions durant la saison 2008-2009.

L'amère défaite contre Barcelone et le déménagement dans le nouveau stade, baptisé Emirates Stadium, marque le début d'un certain déclin sportif. L'éclosion et le recrutement de nombreux jeunes ne compensent pas le départ de joueurs majeurs des saisons passées (Vieira, Cole, puis Henry en 2007 à Barcelone). Cantonnés aux places d'honneur, les Gunners ne remportent plus de nouveau titre, malgré deux finales de League Cup perdues contre Chelsea et Birmingham en 2007 et 2011, et une demi-finale de Ligue des champions face à Manchester United en 2009. Le club est alors accusé de sacrifier ses ambitions sportives afin de rembourser au plus vite son nouveau stade.

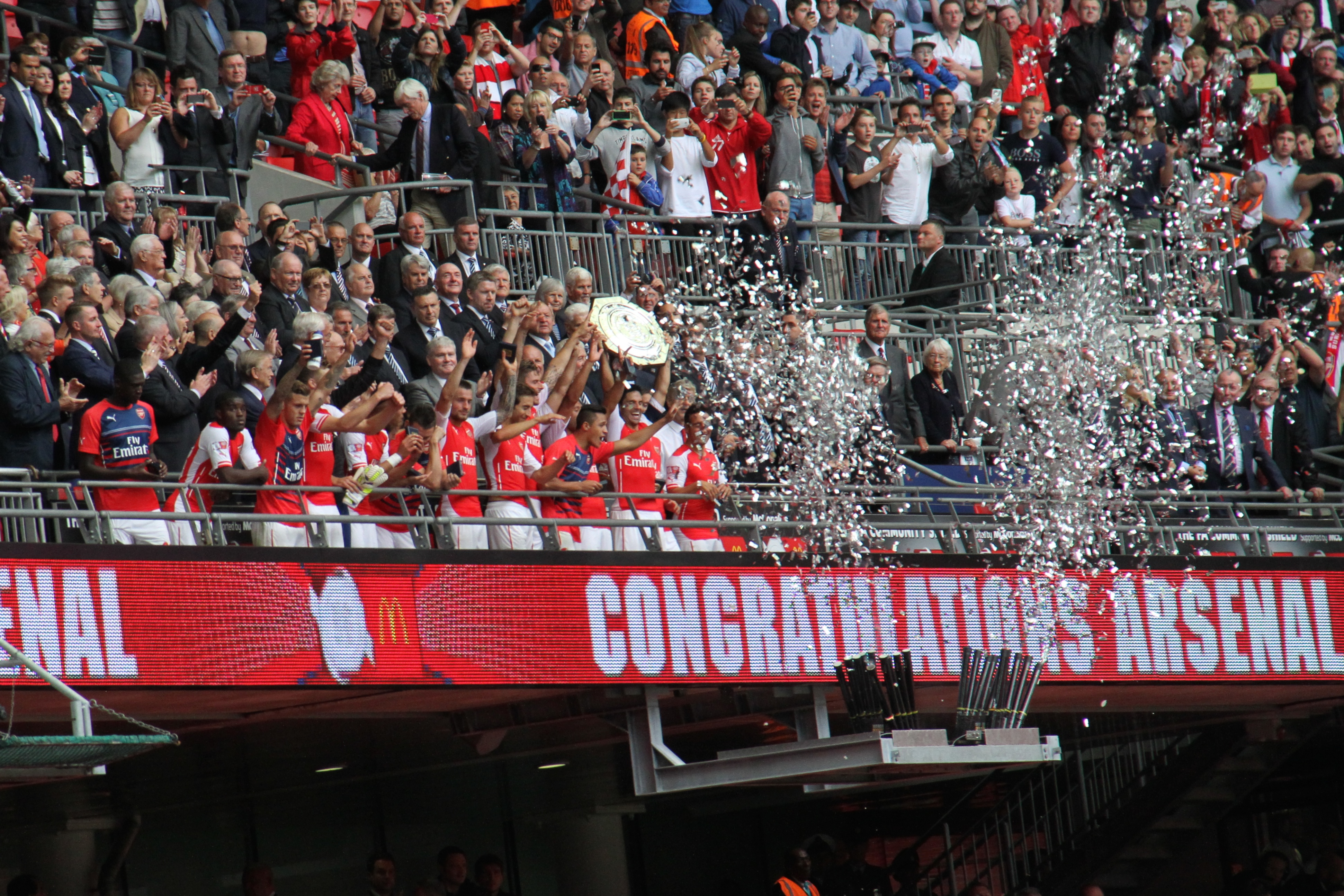
Arsenal vainqueur du Community Shield 2014.

Alors que l'investisseur américain Stan Kroenke devient propriétaire majoritaire en 2011, le départ de titulaires se poursuivent (Clichy, Nasri, Fàbregas, van Persie, Song), notamment vers d'autres clubs anglais. Bien que les Gunners continuent de disputer la Ligue des champions, la frustration monte auprès des supporteurs. En 2013, un budget important est finalement confié à Wenger pour renforcer l'équipe. Le dernier soir du marché des transferts, Arsenal réalise le plus gros transfert de son histoire en recrutant l'Allemand Mesut Özil pour près de 50 millions d'euros. En novembre, Arsenal occupe la première place du championnat après une victoire sur Liverpool, qui semble donner raison aux choix de Wenger. Las, le club finit à la quatrième place du championnat, remporté par Manchester City. Il remporte par contre contre Hull City la FA Cup (3-2), le premier trophée du club depuis 2005, puis en août le traditionnel Community Shield à Wembley.
Un an plus tard, les Gunners conservent la FA Cup face à Aston Villa, battu 4-0. C'est le 12e titre d'Arsenal dans la plus ancienne compétition au monde, un record. En août, Arsenal bat Chelsea lors du Community Shield. C'est la première victoire d'Arsène Wenger sur José Mourinho en 14 rencontres. La saison 2015-2016 semble un temps la bonne pour remporter un titre de champion qui leur échappe depuis 2004, mais Arsenal s'incline finalement face à l'équipe surprise de la saison, Leicester City.

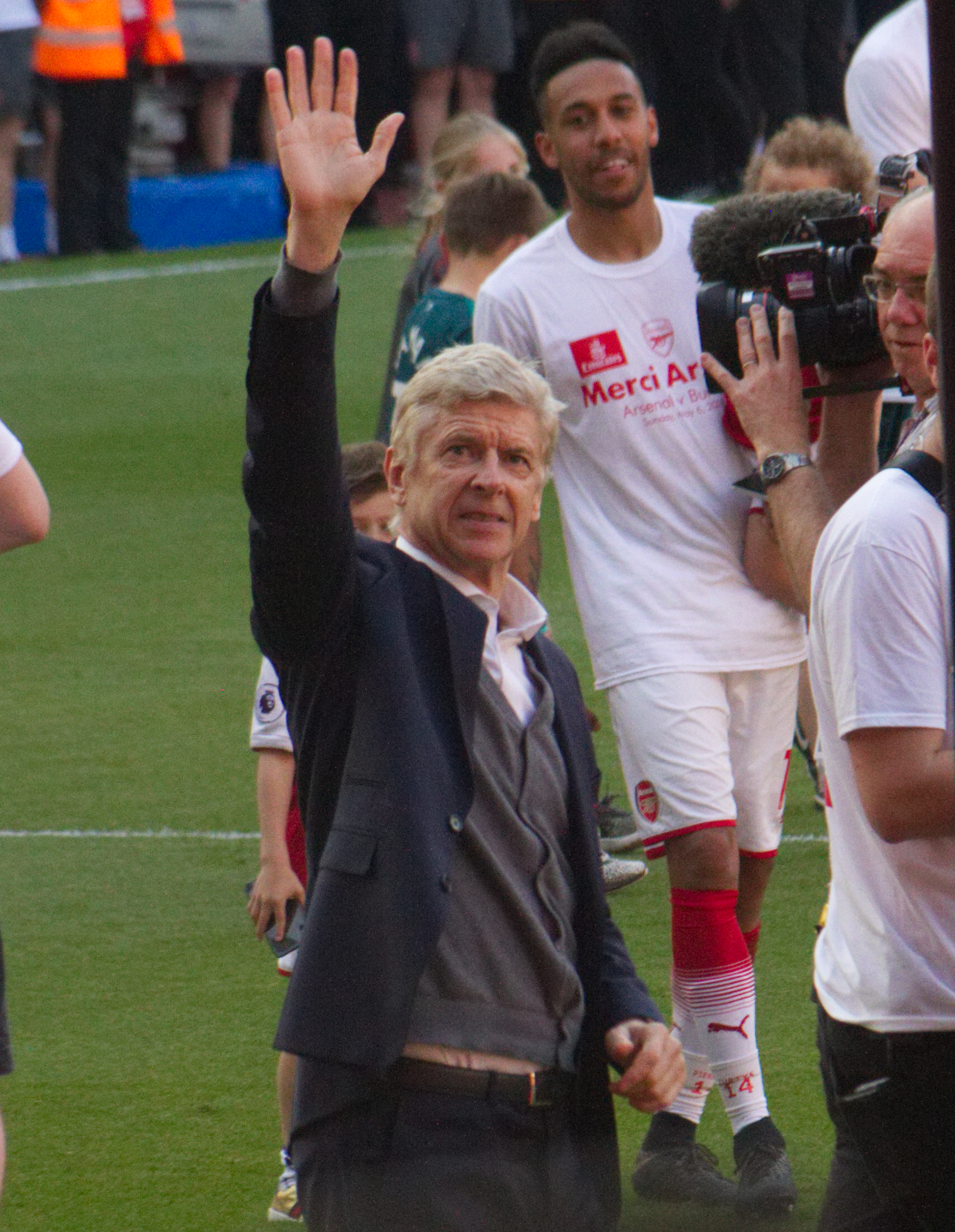
Arsène Wenger, lors de ses adieux en mai 2018.

Les résultats se gâtent en début d'année 2017. Ces mauvais résultats attisent le mécontentement des supporters qui demandent la non-prolongation du contrat du manager français et le départ du propriétaire américain. Une nouvelle victoire en FA Cup ne masque pas la cinquième place du club en championnat : pour la première fois depuis 20 ans, Arsenal manque la qualification pour la Ligue des champions.
Le 20 avril 2018, Arsène Wenger annonce qu'il quitte le club après près de 22 ans sur le banc du club londonien. Il aura remporté trois titres de champion d'Angleterre, sept coupes d'Angleterre et sept fois le Community Shield, et atteint deux finales européennes.

### Reconstruction (depuis 2018)
Le 23 mai 2018, l'Espagnol Unai Emery est nommé entraîneur alors que Stan Kroenke s'apprête à devenir seul propriétaire. Après deux défaites inaugurales, les résultats s'améliorent ensuite progressivement. Mais l'équipe s'effondre en fin de saison, terminant encore au cinquième rang et perdant lourdement la finale de la Ligue Europa face à Chelsea (1-4). Durant l'été, le club investit massivement : David Luiz, Kieran Tierney et Nicolas Pépé sont recrutés contre plus de 80 millions d'euro, un record pour le club. Le début de saison est pourtant décevant et Emery est limogé le 29 novembre 2019.

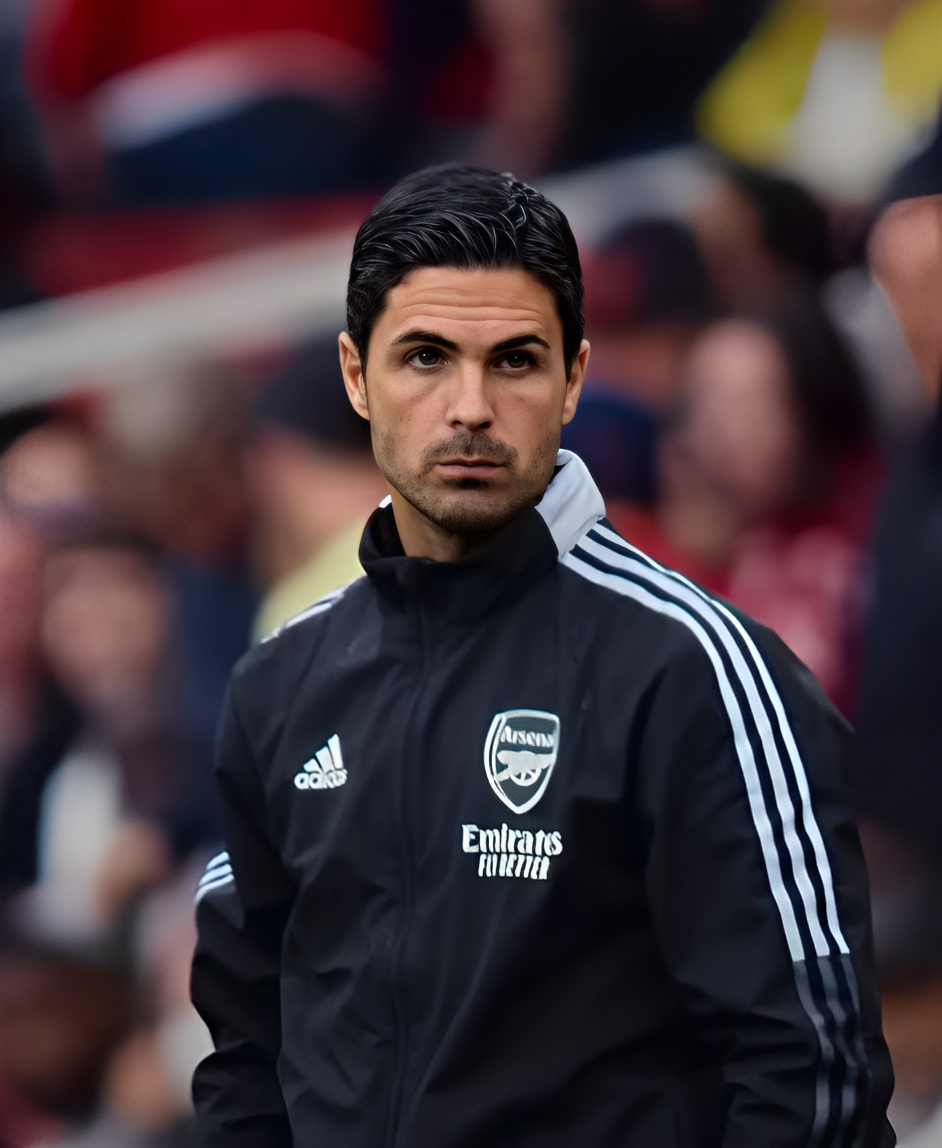
Mikel Arteta, successeur d'Unai Emery.

Après un court intérim de Fredrik Ljungberg, c'est Mikel Arteta, autre Espagnol et ancien joueur du club, qui prend sa succession. En mars 2020, alors que le club navigue en milieu de tableau, les compétitions sont interrompues à cause de la pandémie de Covid-19. Le football anglais reprend finalement en juin et Arsenal remporte sa quatorzième Coupe d'Angleterre face à Chelsea. La saison 2020-2021 est particulièrement décevante : les Gunners sont distancés en championnat et éliminés en demi-finale européenne par Villarreal, de sorte qu'ils n'obtiennent aucune qualification européenne, une première depuis 1995.

Arteta conserve cependant la confiance du board. En 2021 et 2022, le club renouvelle largement son effectif et investit plus de 350 millions d'euros dans le marché des transferts. La saison 2021-2022 se termine en beauté pour les Gunners mais ils manquent de peu la quatrième place, qui aurait été synonyme d'un retour à la Ligue des champions. La saison 2022-2023 se solde par une déception (le titre de champion échappe aux Gunners à quelques journées de la fin, pourtant restés en tête une grande partie de la saison) mais quand même par une deuxième place et donc un retour en Ligue des champions pour la saison suivante. La saison 2023-2024 débute par un nul contre Tottenham, une victoire contre les champions en titre Manchester City et une défaite contre un Newcastle énergétique. Le retour en Ligue des champions est également réussi, les Gunners réussissant à termine en première position de leur poule, avant d'éliminer le F.C. Porto en huitième de final. 

## Palmarès

### Titres et trophées
Avec treize titres de champion d'Angleterre, Arsenal est le troisième club le plus titré du pays après Liverpool FC et Manchester United. En FA Cups, Arsenal est le club le plus titré avec quatorze trophées, devant Manchester United (13).
En 2002, Arsenal réalise pour la troisième fois, après 1971 et 1998, le « doublé » Coupe-championnat, c'est-à-dire remporter la Premier League et la FA Cup la même année. Le club partage ce record avec Manchester United. En 1993, Arsenal devient enfin la première équipe anglaise à remporter la FA Cup et la League Cup au cours de la même année. Le club n`a jamais gagné une ligue des champions, mais en 2006, il était finaliste.
| Compétitions nationales | Compétitions internationales |
| --- | --- |
| - Championnat d'Angleterre (13) : - Champion : 1931, 1933, 1934, 1935, 1938, 1948, 1953, 1971, 1989, 1991, 1998, 2002, 2004. - Vice-champion : 1926, 1932, 1973, 1999, 2000, 2001, 2003, 2005, 2016, 2023, 2024 et 2025 - Troisième : 1937, 1952, 1959, 1981, 1997, 2008, 2010, 2012 et 2015. - Coupe d'Angleterre (14) (record) : - Vainqueur : 1930, 1936, 1950, 1971, 1979, 1993, 1998, 2002, 2003, 2005, 2014, 2015, 2017 et 2020. - Finaliste : 1927, 1932, 1952, 1972, 1978, 1980 et 2001. - Coupe de la Ligue (2) : - Vainqueur : 1987 et 1993. - Finaliste : 1968, 1969, 1988, 2007, 2011 et 2018. - Community Shield (17) : - Vainqueur : 1930, 1931, 1933, 1934, 1938, 1948, 1953, 1991, 1998, 1999, 2002, 2004, 2014, 2015, 2017, 2020 et 2023. - Finaliste : 1935, 1936, 1979, 1989, 1993, 2003 et 2005. - Championnat d'Angleterre D2 : - Vice-champion : 1904. | - Ligue des champions (C1) : - Finaliste : 2006. - Coupe des coupes (C2) (1) : - Vainqueur : 1994. - Finaliste : 1980 et 1995. - Ligue Europa/Coupe UEFA (C3) : - Finaliste : 2000 et 2019. - Supercoupe de l'UEFA : - Finaliste : 1994. - Coupe des villes de foires (1) : - Vainqueur : 1970. |

Arsenal compte également à son palmarès un certain nombre de tournois non officiels, parmi lesquels l'Emirates Cup, tournoi qu'il organise lui-même dans son stade depuis 2007 et qu'il a remporté à cinq reprises (en 2007, 2009, 2010, 2015, 2017 et 2022), le Tournoi d'Amsterdam organisé par l'Ajax (en 2005, 2007 et 2008), la Saitama City Cup (en) au Japon (2013), le Premier League Asia Trophy (en) (2015), le Match des étoiles de la MLS (2016), la Florida Cup aux États-Unis (2022) ou encore la Dubai Super Cup aux Émirats arabes unis (2022).

### Records

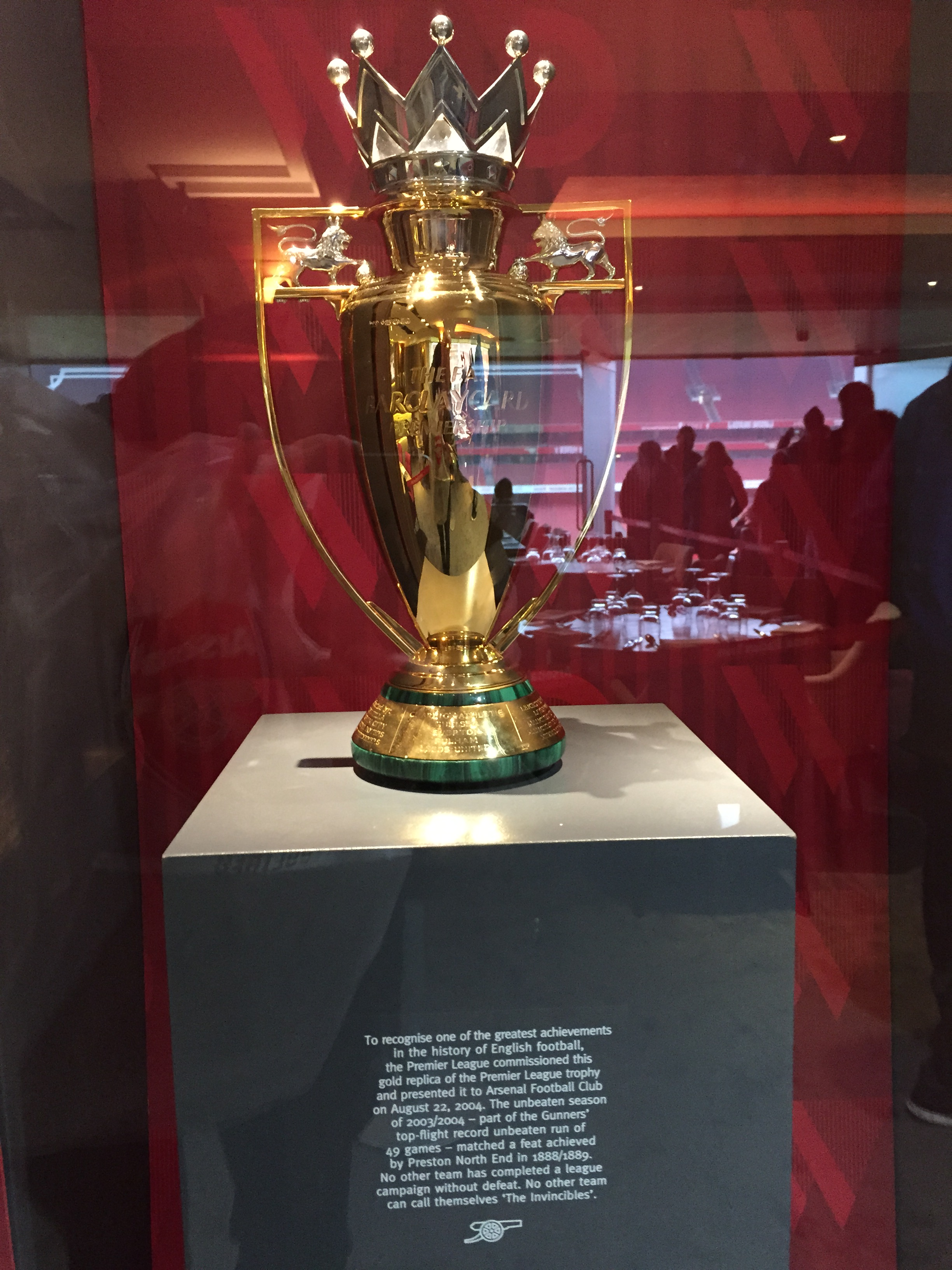
Trophée doré des invincibles.

Arsenal détient plusieurs records sportifs au niveau national, dont notamment celui d'avoir disputé le plus de saisons consécutives en première division du championnat d'Angleterre (94 saisons entre 1919 et 2022, série en cours) et le record d'invincibilité de 49 matchs entre mai 2003 et octobre 2004. En incluant les 38 matchs de la saison 2003-2004, Arsenal est devenu le second club à rester invaincu pendant une saison entière de championnat après Preston North End (qui avait disputé seulement 22 matchs) en 1888-1889.
Lors de la Ligue des champions 2006, Arsenal bat le record d'invincibilité de son but, en n'encaissant aucun but pendant dix matchs consécutifs (le précédent record était détenu par le Milan AC avec sept matchs), soit 995 minutes avant que le barcelonais Samuel Eto'o ne mette fin à cette série à la 76e minute de la finale de la compétition.
Le club détient le record du club anglais ayant remporté le plus de coupes d'Angleterre (FA Cup) avec 14 trophées.
Arsenal et Chelsea ont la particularité d'avoir, les premiers, introduit dans le football les maillots numérotés, en août 1928.
En 1927, le premier match de football commenté à la radio a vu s'opposer Arsenal à Sheffield United.

## Emblèmes de l'équipe

### Couleurs

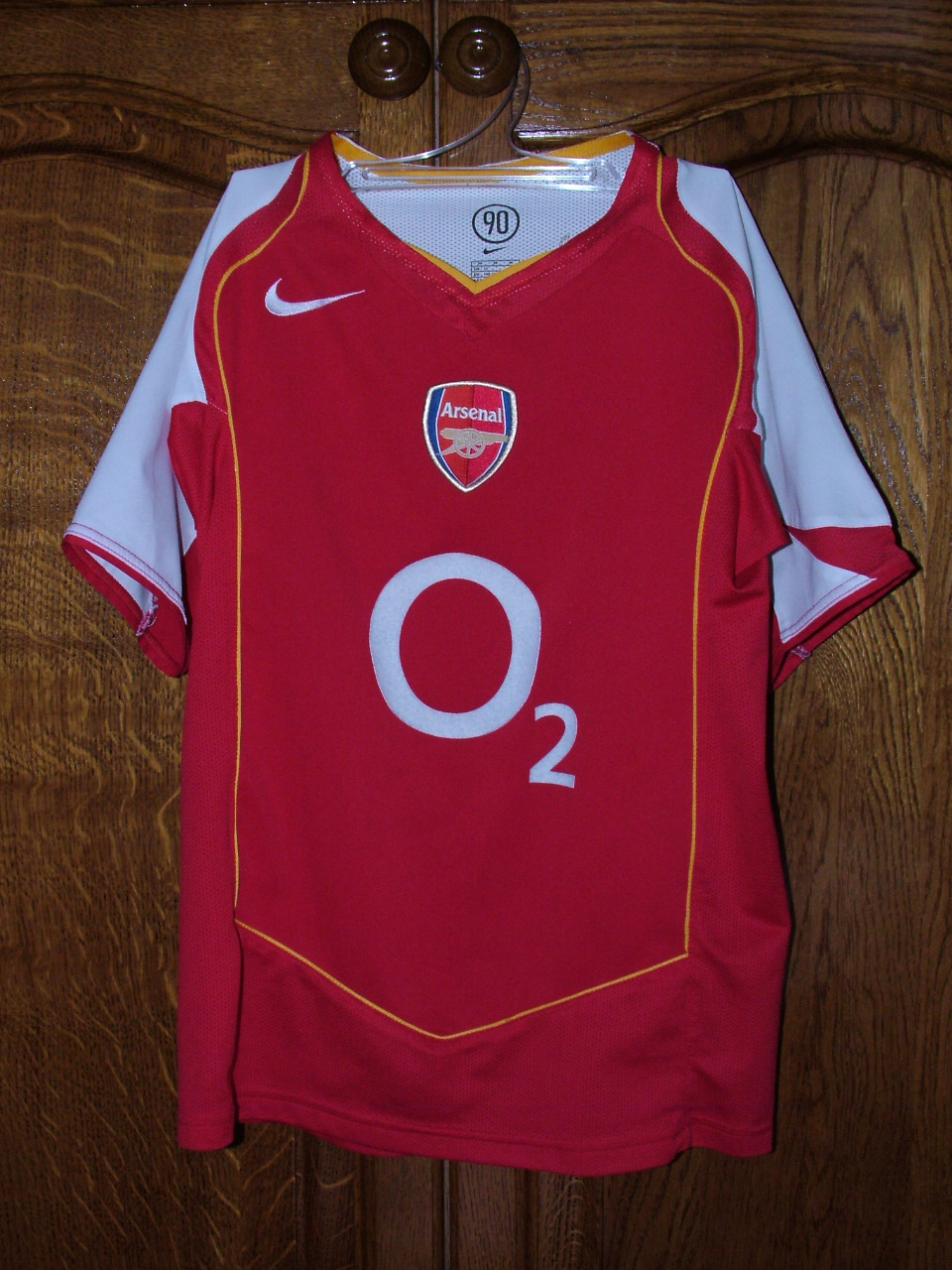
Le maillot à domicile lors de la saison 2004-2005 d'Arsenal créé par l'équipementier Nike avec le sponsor O².

Historiquement, Arsenal arbore à domicile un maillot rouge vif à manches blanches et un short blanc. Le choix du rouge est en reconnaissance d'une donation charitable de Nottingham Forest, peu après la fondation du club en 1886. Deux membres fondateurs du Dial Square, Fred Beardsley et Morris Bates, anciens joueurs de Nottingham Forest, avaient déménagé à Woolwich pour travailler. Comme c'était la première fois qu'une équipe était fondée dans le secteur, aucun maillot ne put être trouvé. Beardsley et Bates écrivirent alors à leur ancienne équipe pour demander des équipements ainsi qu'un ballon, et les reçurent. La couleur d'alors était plus sombre que celle du club moderne.
À son arrivée, Herbert Chapman exprime le souhait que ses joueurs soient plus distinctement habillés. Il commence par faire coudre l'écusson sur le maillot, en fait changer la couleur pour un rouge plus clair, puis y fait ajouter un col et des manches blancs. En 1964, un maillot totalement rouge voit le jour, mais face aux réactions négatives des supporters, les manches blanches font leur retour dès la saison suivante. Le temps de la dernière saison d'Arsenal à Highbury, en 2005-2006, l'équipe adopte un maillot reprenant la couleur pourpre des débuts.
Les couleurs d'Arsenal ont également inspiré au moins trois autres clubs. En 1909, le Sparta Prague adopte une tenue identique à celle d'Arsenal, de couleur rouge foncé, qu'il utilise toujours aujourd'hui. Dans les années 1930, Hibernian adapte le design du maillot d'Arsenal mais en remplace le rouge par du vert. En 1935, le club portugais Sporting Clube de Braga adopte le design d'Arsenal, sous l'impulsion de l'entraîneur József Szabó.
Les couleurs extérieures du club sont traditionnellement jaune et bleu, mais elles furent quelquefois vert et bleu marine, notamment dans les années 1980. Depuis les années 1990 et l'arrivée du merchandising des maillots de football, les couleurs extérieures changent pratiquement toutes les saisons. Pour la saison 2007-2008, le club a introduit un maillot extérieur blanc en hommage à Herbert Chapman, ainsi qu'un troisième maillot ressemblant aux couleurs du FC Barcelone. Pour la saison 2008-2009, le maillot extérieur est jaune en hommage aux champions de l'année 1989 (20e anniversaire).
Le maillot d'Arsenal est sponsorisé depuis 1981. Le premier accord est signé avec JVC et dure jusqu'en 1999. Depuis, le club londonien a arboré les noms de SEGA Dreamcast (1999-2002) puis O² (2002-2006). Depuis l'été 2006, Arsenal est sponsorisé par Fly Emirates. L'équipementier du club est Adidas à partir de la saison 2019-2020, avec un contrat de cinq saisons. Auparavant, Arsenal avait été équipé par Umbro (1978-1986), déjà Adidas une première fois (1986-1994), Nike (1994-2014) et Puma (2014-2019).

### Blason
L'origine de l'écusson actuel d'Arsenal remonte à la création du club. Le premier blason du Royal Arsenal est réalisé en 1888 ; composé de trois canons, vus de dessus et pointant vers le nord, il s'inspire alors largement des armes du borough de Woolwich. Ils sont souvent confondus avec des cheminées, mais la présence d'une tête de lion indique que ce sont bien des canons. Ces canons rappellent aussi les corps des fondateurs du club, des ouvriers de la manufacture d'armes Royal Arsenal.
En 1922, alors que le football anglais se remet progressivement des effets de la Première Guerre mondiale, le club adopte un nouveau blason avec un seul canon, pointant vers l'est et vu de côté, le surnom The Gunners étant inscrit à sa droite. Celui-ci n'est utilisé que jusqu'en 1925, date à laquelle le canon est tourné vers l'ouest et son tube aminci. Dans les années 1930, le club opte pour un nouveau logo sans canon, de type « art nouveau ».
En 1949, le club se fait réaliser un blason plus moderne et mieux fini. Il reprend le même style de canon que précédemment, y ajoute le nom du club au-dessus du canon en caractères gothiques, ainsi qu'un bandeau avec la nouvelle devise latine du club, Victoria Concordia Crescit (en français : « La victoire vient de l'harmonie »). Cette dernière est due à Harry Homer, le journaliste chargé de la rédaction du magazine du club, qui à l'issue du championnat 1947-1948 remporté par Arsenal, utilisa cette citation pour décrire une saison qu'il avait trouvée belle et intense. Quelque temps plus tard, le blason est coloré de rouge, vert et or.
Au début des années 2000, marqué par une explosion du merchandising, le club se trouve confronté à un problème de taille : du fait des nombreuses révisions et références du blason, il se trouve incapable de revendiquer des droits d'auteur. Le club parvient seulement à enregistrer son blason en tant que marque déposée, ce qui lui permet de remporter une bataille juridique contre un vendeur local de produits estampillés Arsenal.
En 2002, un nouveau logo est présenté, plus moderne, dans un style plus simple, dont les droits d'auteur sont cette fois-ci reconnus. Le canon figure toujours dessus, et le nom du club est inscrit dans une police sans-serif au-dessus du canon. Le vert est remplacé par du bleu foncé. Cet écusson reçoit cependant un accueil plutôt mitigé des supporters, qui lui reprochent notamment d'ignorer une partie de l'histoire du club en supprimant le texte en caractères gothiques, la devise et le blason.
Pour la saison 2011-2012, un blason commémoratif des 125 ans du club figure sur le maillot.

Historique des logos d'Arsenal FC
1888-1922
1936
1949-1990
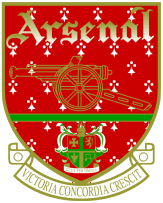
1990-2001
2001-2002
Depuis 2002.
2011-2012 (125 ans)
Logo alternatif "Cannon", utilisé depuis la saison 2022-2023.

## Infrastructures

### Stades
Le club d'Arsenal a occupé plusieurs stades dans son histoire. Résident initialement de Plumstead Common, le club investit ensuite le Manor Ground de Plumstead, un quartier de l'est de Londres, où il fait construire des tribunes et joue une vingtaine d'années (à l'exception des années 1890-1893 où le club est resident du terrain dénommé Invicta Ground).
En 1913, Henry Norris parvient à faire déménager le club dans un quartier plus central, au nord de Londres : Highbury, où il a trouvé un terrain disponible, qu'il fait aménager à la hâte. C'est là que le club fait construire l'Arsenal Stadium, plus connu du nom du quartier où il se trouve. Archibald Leitch, fameux architecte des stades anglais, dessine la première version, qui ne dispose que d'une seule véritable tribune. Le club devient propriétaire du terrain en 1925 et engage dans les années 1930 une grande rénovation, après laquelle il dispose de quatre tribunes séparées et couvertes. Endommagé pendant la Seconde Guerre mondiale, le stade est ensuite rénové et équipé de projecteurs. À son maximum, le stade peut accueillir plus de 60 000 spectateurs et maintient une capacité de 57 000 places jusqu'au début des années 1990. Face à la nécessité de s'adapter aux nouvelles réglementations, les places debout sont entièrement supprimées en 1992, réduisant la capacité à 38 500 places. Cette capacité est ultérieurement encore réduite pour les matchs de Ligue des champions, pour permettre la pose de panneaux publicitaires, tandis qu'aucun projet d'agrandissement n'est possible du fait de la proximité des habitations.
Cette capacité modeste limite les recettes d'Arsenal, ce qui conduit ses dirigeants à déménager au stade de Wembley pour les matchs européens, et à en envisager le rachat auprès de la Fédération anglaise de football. L'affluence record enregistrée par le club y est de 73 707 spectateurs, réunis pour un match de Ligue des champions contre le RC Lens le 25 novembre 1998, battant ainsi le précédent record de Highbury (73 295 spectateurs pour la réception de Sunderland le 9 mars 1935 (0-0)).
Imaginée depuis le début des années 2000, la construction d'un nouveau stade d'une capacité de 60 000 places assises, à Ashburton Grove, à environ 500 mètres au sud-ouest d'Highbury, est lancée en 2004. La nouvelle enceinte, inaugurée en juillet 2006, est baptisée Emirates Stadium, du nom du principal sponsor du club, la compagnie aérienne Emirates, avec laquelle Arsenal a signé un contrat record de 100 millions de livres, comprenant le nommage du stade pour quinze ans et le sponsoring du maillot jusqu'à la saison 2013-2014. La mise en service du nouveau stade est un succès, puisque dès sa première saison, le club londonien vend plus d'abonnements (plus de 45 000) qu'il n'y avait de places à Highbury.
L'ancien stade est alors démoli et partiellement transformé en un ensemble immobilier, Highbury Square.

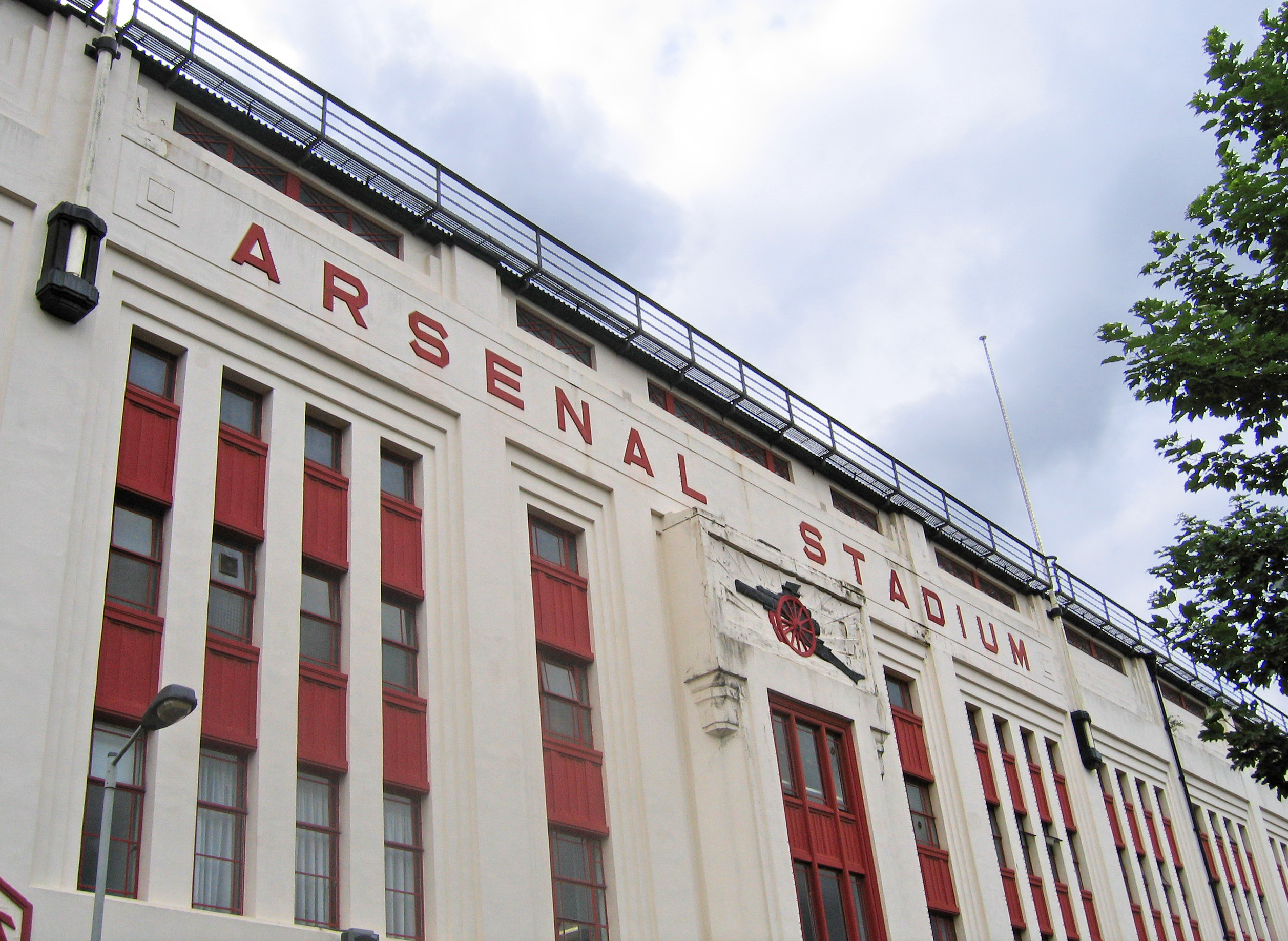
Façade est de l'ancien stade de Highbury
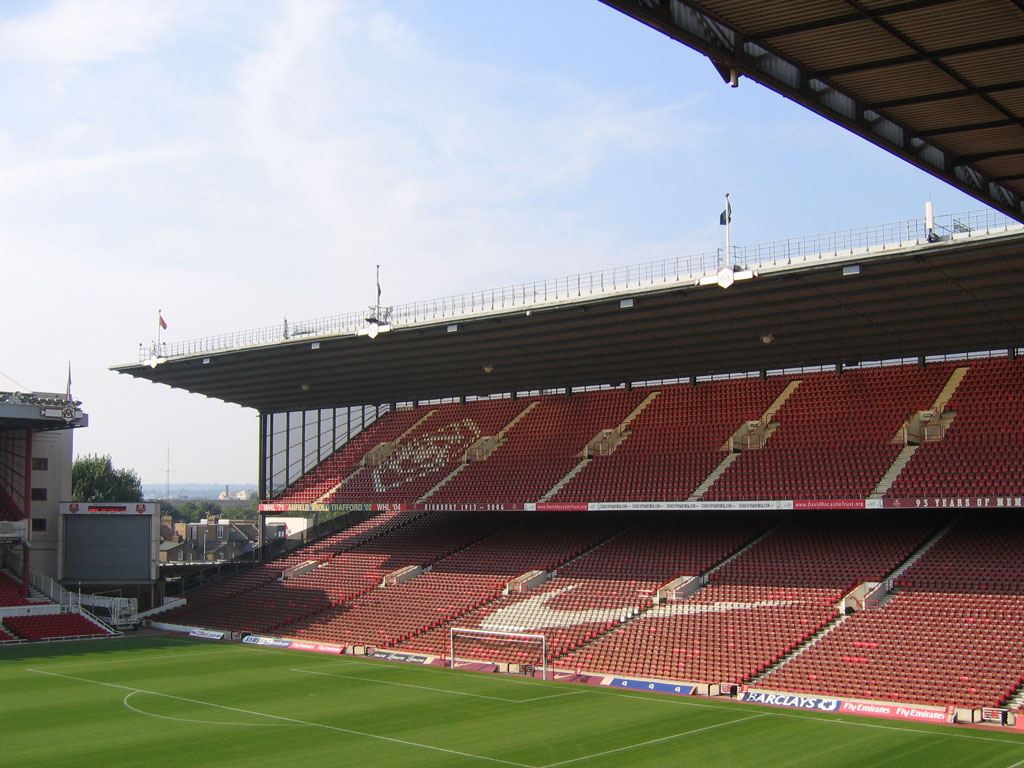
La tribune North Bank de l'Arsenal Stadium
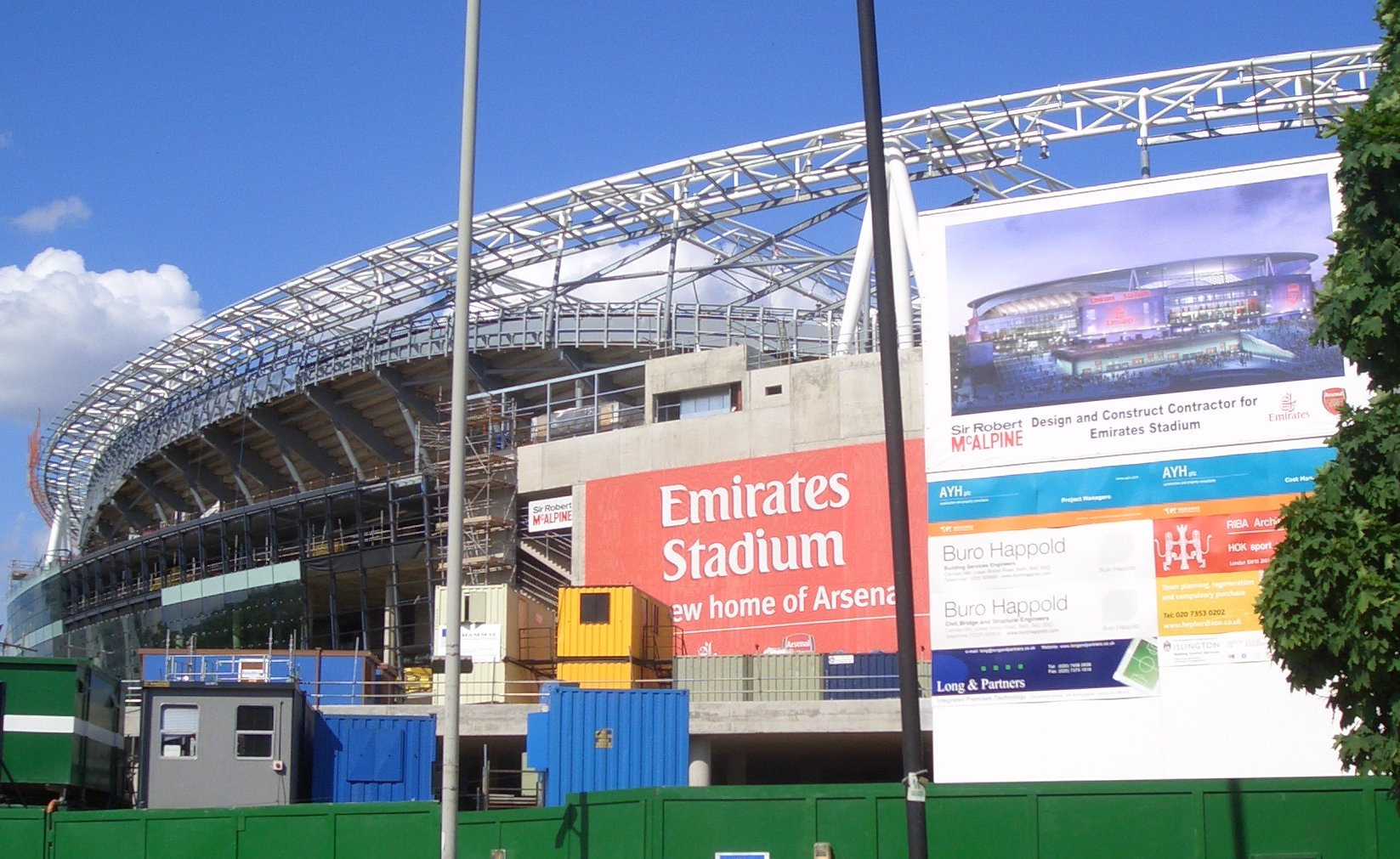
L'Emirates Stadium en construction
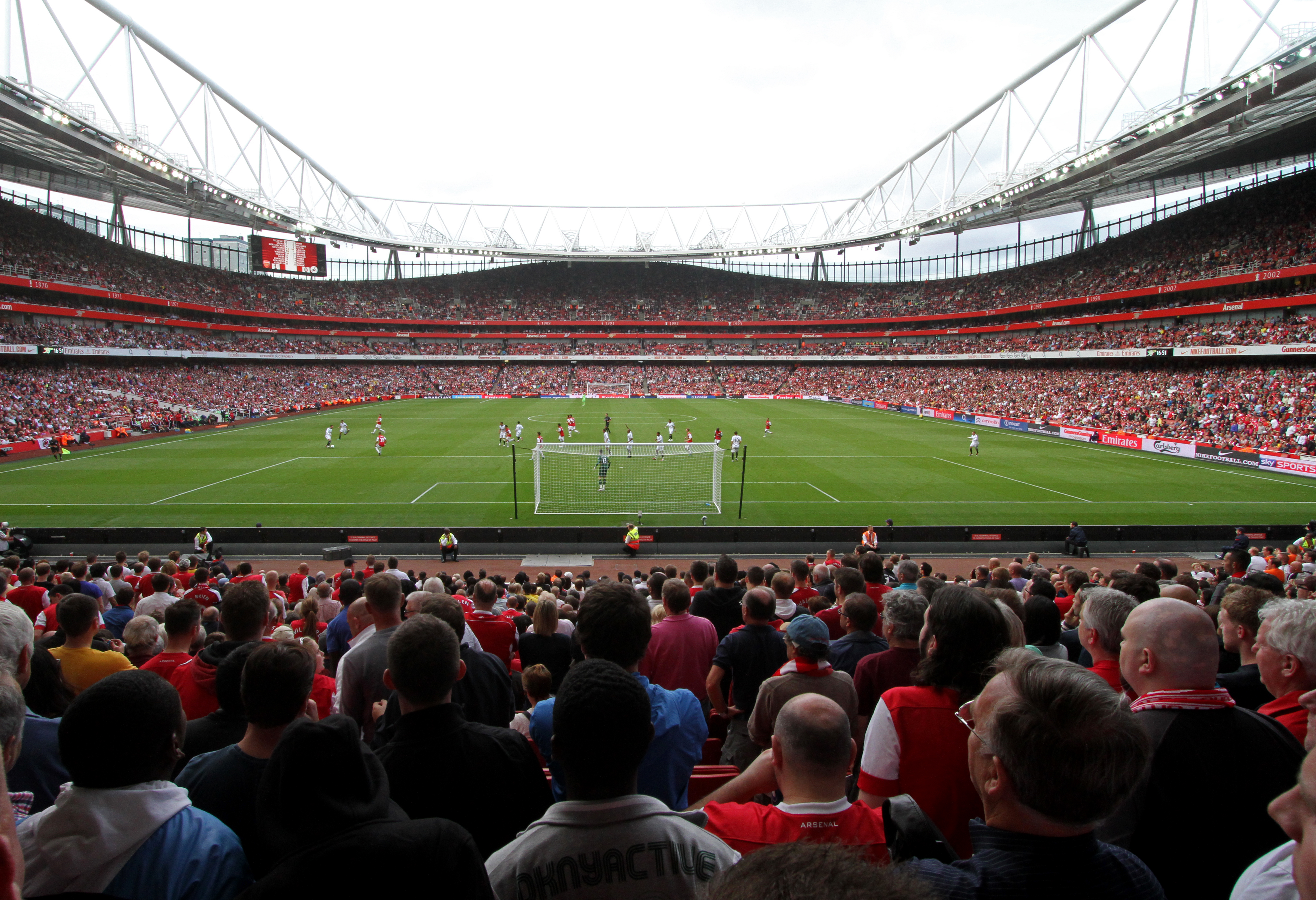
Vue d'ensemble de l'Emirates stadium

### Centre d'entraînement
Le centre d'entraînement d'Arsenal est un ensemble « ultramoderne » de 58 hectares, installé près du village de Shenley dans le Hertfordshire. Construit en 1998-1999 à l'insistance du manager Arsène Wenger, choqué de voir que le club n'a pas d'infrastructures propres, pour un investissement de 10 millions de livres sterling, il compte notamment dix terrains de football, dont deux sont chauffés en cas de gel. Les terrains avaient été tracés à l'origine aux mesures précises de Highbury, le stade du club à cette époque.
Le centre remplace alors les équipements de l'Union des étudiants de la University College of London, dont Arsenal avait usage depuis 1961. Il accueille aujourd'hui l'entraînement des principales équipes du club (jusqu'aux moins de 18 ans) et de nombreux matches amicaux ou amateurs.

### Centre de formation
Arsenal dispose d'un centre de formation connu pour ses succès dans les compétitions de jeunes et les jeunes joueurs qui en sont sortis pour devenir professionnels. Fondé en 1954, le centre de formation devient officiellement une Academy quand sont inaugurés les nouveaux bâtiments du centre d'entraînement de Shenley.

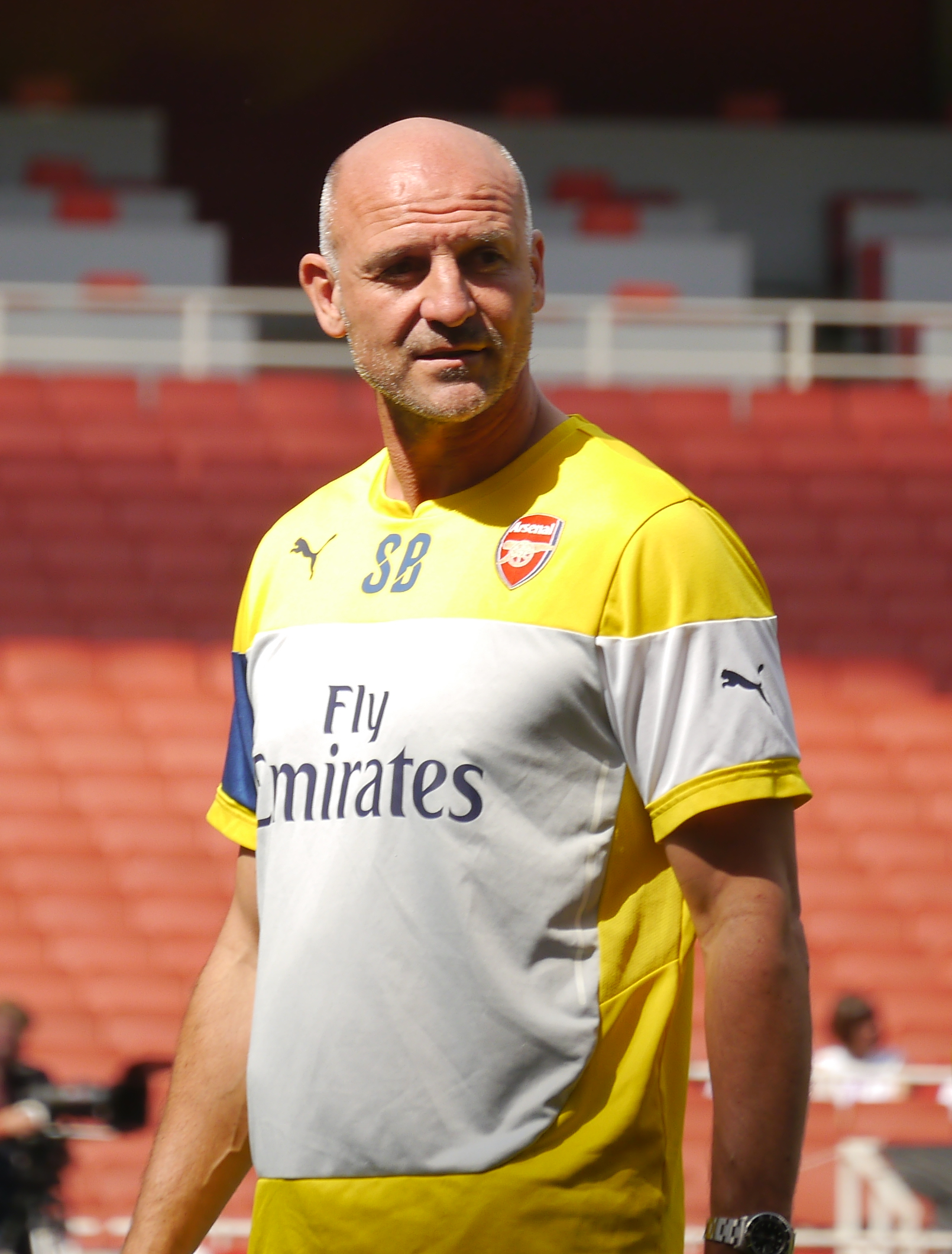
Steve Bould, entraineur des jeunes de 2001 à 2012.

L'Academy accueille des jeunes âgés de 9 à 21 ans venus du monde entier. Si les joueurs de l'équipe des moins de 18 ans sont bien hébergés à Shenley, les plus jeunes s'entraînent au centre d'entraînement de Hale End, qui appartient également au club.
Le directeur du centre de formation est l’ancien international irlandais Liam Brady depuis 1996, assisté de David Court. Tous deux sont d'anciens joueurs formés au club et se sont entourés d'autres anciens joueurs emblématiques dans leur travail de formation (comme Steve Bould, entraîneur de l'équipe des moins de 18 ans dans les années 2000). Bien que les résultats sportifs de ses équipes ne soient pas l'objectif principal du centre de formation, l'équipe des moins de 18 ans compte à son palmarès cinq championnats (Premier Academy League) et sept coupes (FA Youth Cup), ce qui en fait l'équipe la plus titrée du pays avec Manchester United, notamment depuis l'arrivée de Wenger.
Le meilleur exemple de joueur de talent formé par l'Academy est probablement le défenseur Ashley Cole, apparu en équipe première en 1999 en et international anglais sans discontinuité depuis 2001. Plus récemment, Kieran Gibbs et Jack Wilshere ont fait parler d'eux en étant sélectionnés en équipe nationale à respectivement 20 ans et 19 ans.
Depuis la seconde Guerre mondiale, le club a formé de nombreux joueurs internationaux, parmi lesquels les Anglais Tony Adams, David Bentley, Andy Cole, Ashley Cole, Martin Keown, Paul Merson, Ray Parlour, John Radford, Graham Rix, David Rocastle, Peter Storey et Michael Thomas ; les Irlandais Liam Brady, David O'Leary, Niall Quinn et Frank Stapleton ; les Nord-Irlandais Steve Morrow, Terry Neill, Sammy Nelson, Pat Rice, le Gallois Ray Daniel ou encore le Suisse Johan Djourou.

## Personnalités historiques

### Entraîneurs
Le premier manager du club est l'Écossais Thomas Mitchell, venu en 1897 de Blackburn Rovers. Herbert Chapman, arrivé en 1925 et mort en poste en 1934, est le premier Gunner à remporter des titres importants (deux championnats et une FA Cup). George Allison, de 1934 à 1947, et Tom Whittaker, de 1947 à 1956, poursuivent l'œuvre de leur prédécesseur avec une certaine régularité. Bertie Mee, arrivé d'abord comme intérimaire en 1966, va mettre en place une équipe redoutable qui remportera le premier titre continental du club en 1970. L'Écossais George Graham, de 1986 à 1995, élève avec son Boring Arsenal sept trophées d'importance, dont la Coupe d'Europe des vainqueurs de coupe en 1994.
Recruté en 1996, Arsène Wenger est le 18e entraîneur de l'histoire d'Arsenal (hors intérimaires) et le premier non britannique. Arrivé dans un relatif anonymat, il est aujourd'hui devenu l'entraîneur à avoir connu la plus grande longévité sur le banc du club.
| Rang | Nom             | Période   |
| ---- | --------------- | --------- |
| 1    | Thomas Mitchell | 1897-1898 |
| 2    | George Elcoat   | 1898-1899 |
| 3    | Harry Bradshaw  | 1899-1904 |
| 4    | Phil Kelso      | 1904-1908 |
| 5    | George Morrell  | 1908-1915 |
| 6    | James McEwen    | 1915-1919 |
| 7    | Leslie Knighton | 1919-1925 |
| 8    | Herbert Chapman | 1925-1934 |
| 9    | Joe Shaw        | 1934      |

| Rang | Nom              | Période   |
| ---- | ---------------- | --------- |
| 10   | George Allison   | 1934-1947 |
| 11   | Tom Whittaker    | 1947-1956 |
| 12   | Jack Crayston    | 1956-1958 |
| 13   | George Swindin   | 1958-1962 |
| 14   | Billy Wright     | 1962-1966 |
| 15   | Bertie Mee       | 1966-1976 |
| 16   | Terry Neill      | 1976-1983 |
| 17   | Don Howe         | 1983-1986 |
| 18   | Steve Burtenshaw | 1986      |

| Rang | Nom               | Période     |
| ---- | ----------------- | ----------- |
| 19   | George Graham     | 1986-1995   |
| 20   | Stewart Houston   | 1995        |
| 21   | Bruce Rioch       | 1995-1996   |
| 22   | Stewart Houston   | 1996        |
| 23   | Pat Rice          | 1996        |
| 24   | Arsène Wenger     | 1996 - 2018 |
| 25   | Unai Emery        | 2018 - 2019 |
| 26   | Fredrik Ljungberg | 2019        |
| 27   | Mikel Arteta      | 2019 -      |

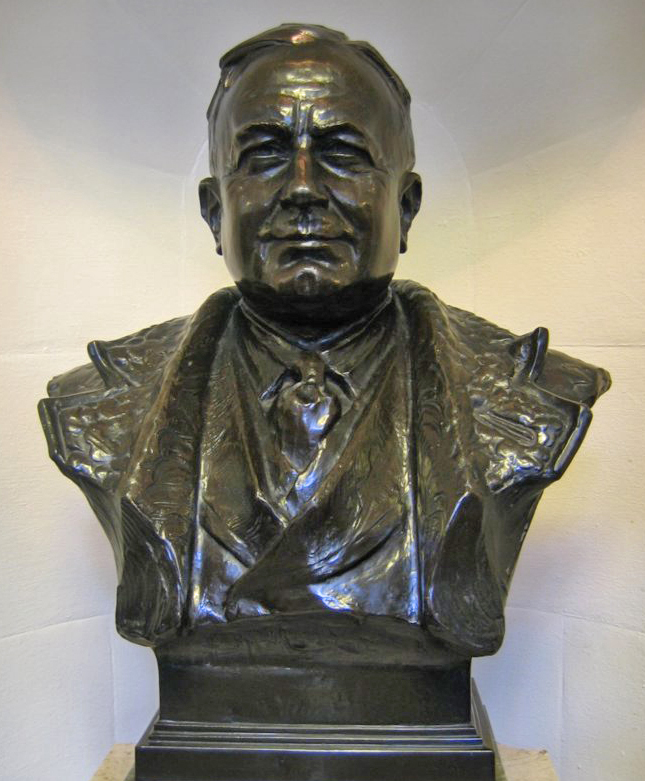
Buste d'Herbert Chapman.

### Joueurs emblématiques

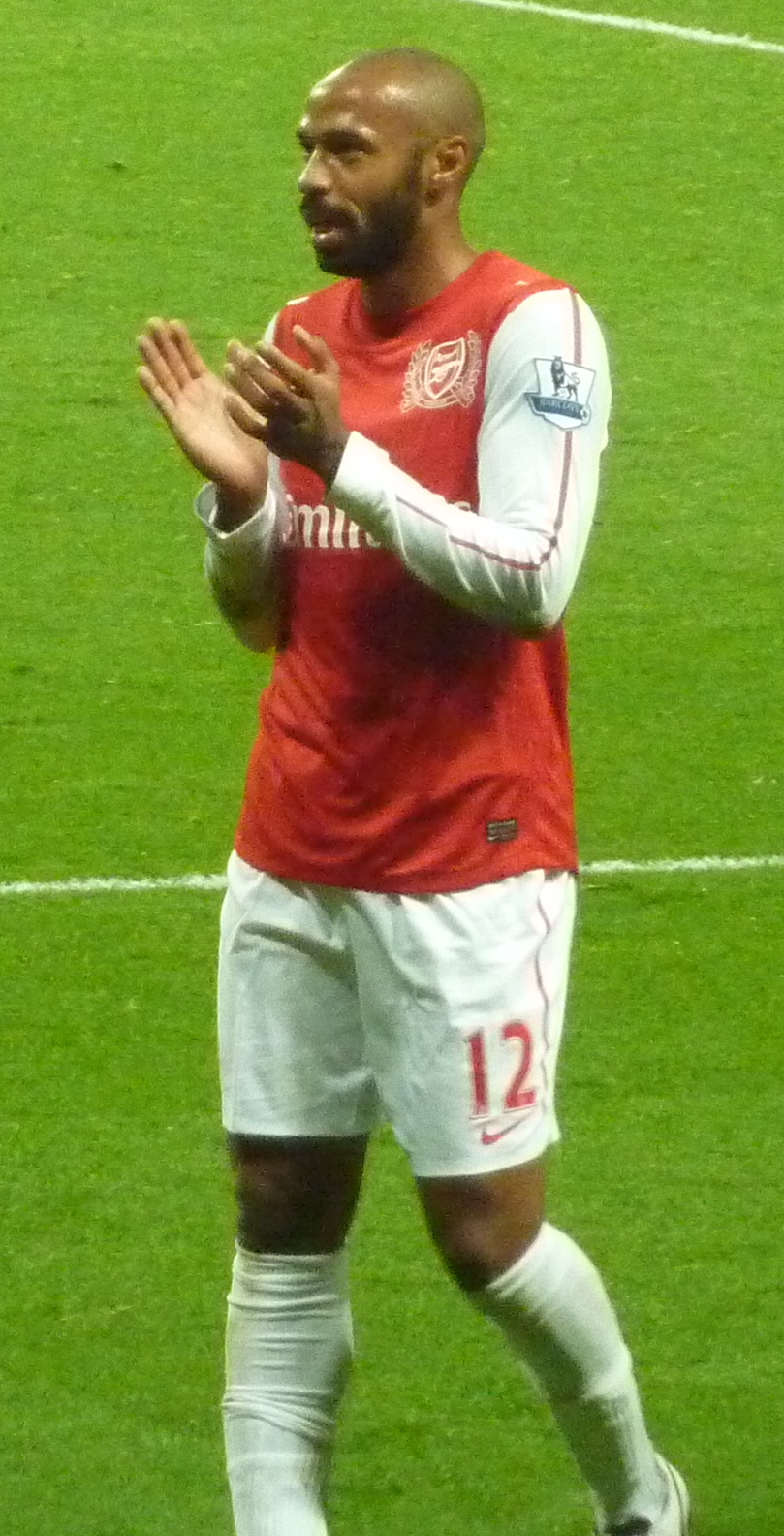
Thierry Henry, meilleur buteur de l'histoire du club, ici en 2012.

La FIFA liste les joueurs suivants, tous internationaux, comme emblématiques de l'histoire d'Arsenal :
- de l'équipe de Chapman, le milieu de terrain écossais Alex James (1929-1937) et l'ailier gauche Cliff Bastin (1929-1946), puis le buteur Ted Drake (1934-1945), grand artisan des titres des années 1930 ;
- de l'époque Bertie Mee le gardien de but Bob Wilson (1963-1973), les milieux de terrain Frank McLintock (1964-1973) et George Graham (1966-1973), tous trois écossais, puis l'attaquant Charlie George (1969-1975) et le milieu de terrain irlandais Liam Brady (1973-1980) ;Ian Wright, second meilleur buteur de l'histoire d'Arsenal.

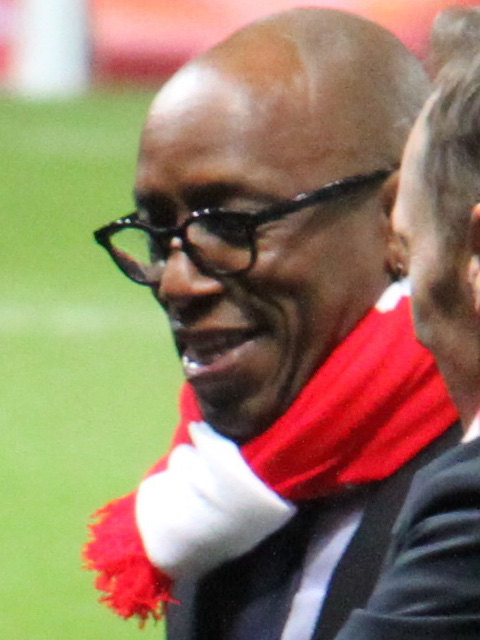
Ian Wright, second meilleur buteur de l'histoire d'Arsenal.

- de l'ère Graham, les défenseurs irlandais David O'Leary (1975-1993) et anglais Tony Adams (1983-2002), le gardien de but David Seaman (1990-2003) et l'attaquant Ian Wright (1991-1998) ;
- enfin de l'équipe de Wenger les attaquants néerlandais Dennis Bergkamp (1995-2006), Robin van Persie (2004-2012), l'espagnol Cesc Fàbregas (2003-2011) ainsi que les Français Patrick Vieira (1996-2005), Emmanuel Petit (1997-2000), Robert Pirès (2000-2006) et Thierry Henry (1999-2007).

En termes de records, l'Irlandais David O'Leary détient le record d'apparitions sous le maillot d'Arsenal, avec 722 matchs toutes compétitions confondues entre 1975 et 1993, suivi des Anglais Tony Adams, George Armstrong et Lee Dixon, qui cumulent également plus de 600 matchs. David Seaman est le premier gardien de but de la liste avec 563 rencontres. Le Français Thierry Henry est le meilleur buteur de l'histoire du club avec 228 buts toutes compétitions confondues. Il surpasse ainsi Ian Wright (185 buts) et Cliff Bastin (178).
L'Écossais Jimmy Jackson est le premier capitaine connu d'Arsenal, en 1904. Le Français Rémi Garde est le premier joueur non-britannique à porter le brassard de capitaine en 1996. Le tableau suivant liste les capitaines principaux d'Arsenal depuis 1962 :
| Nom             | Période   |
| --------------- | --------- |
| Terry Neill     | 1962-1967 |
| Frank McLintock | 1967-1973 |
| Alan Ball       | 1973-1975 |
| Eddie Kelly     | 1975-1976 |
| Pat Rice        | 1976-1980 |
| John Hollins    | 1980-1981 |
| David O'Leary   | 1981-1983 |
| Graham Rix      | 1983-1986 |
| Kenny Sansom    | 1986-1988 |
| Tony Adams      | 1988-2002 |

| Nom                       | Période     |
| ------------------------- | ----------- |
| Patrick Vieira            | 2002-2005   |
| Thierry Henry             | 2005-2007   |
| William Gallas            | 2007-2008   |
| Cesc Fàbregas             | 2008-2011   |
| Robin van Persie          | 2011-2012   |
| Thomas Vermaelen          | 2012-2014   |
| Mikel Arteta              | 2014-2016   |
| Per Mertesacker           | 2016-2018   |
| Laurent Koscielny         | 2018-2019   |
| Pierre-Emerick Aubameyang | 2019-2021   |
| Alexandre Lacazette       | 2021-2022   |
| Martin Ødegaard           | 2022-actuel |

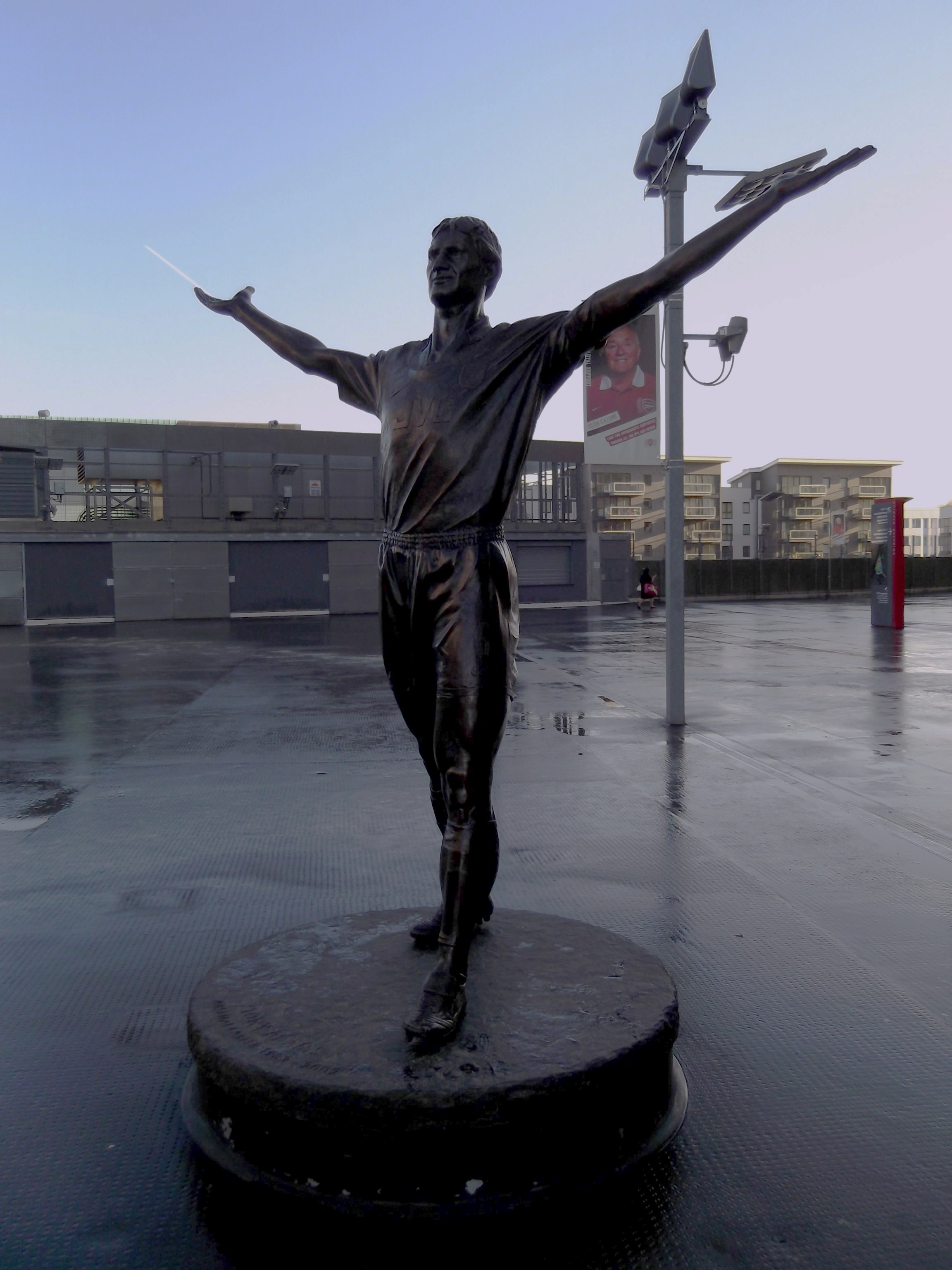
Statue de Tony Adams, capitaine de 1988 à 2002.
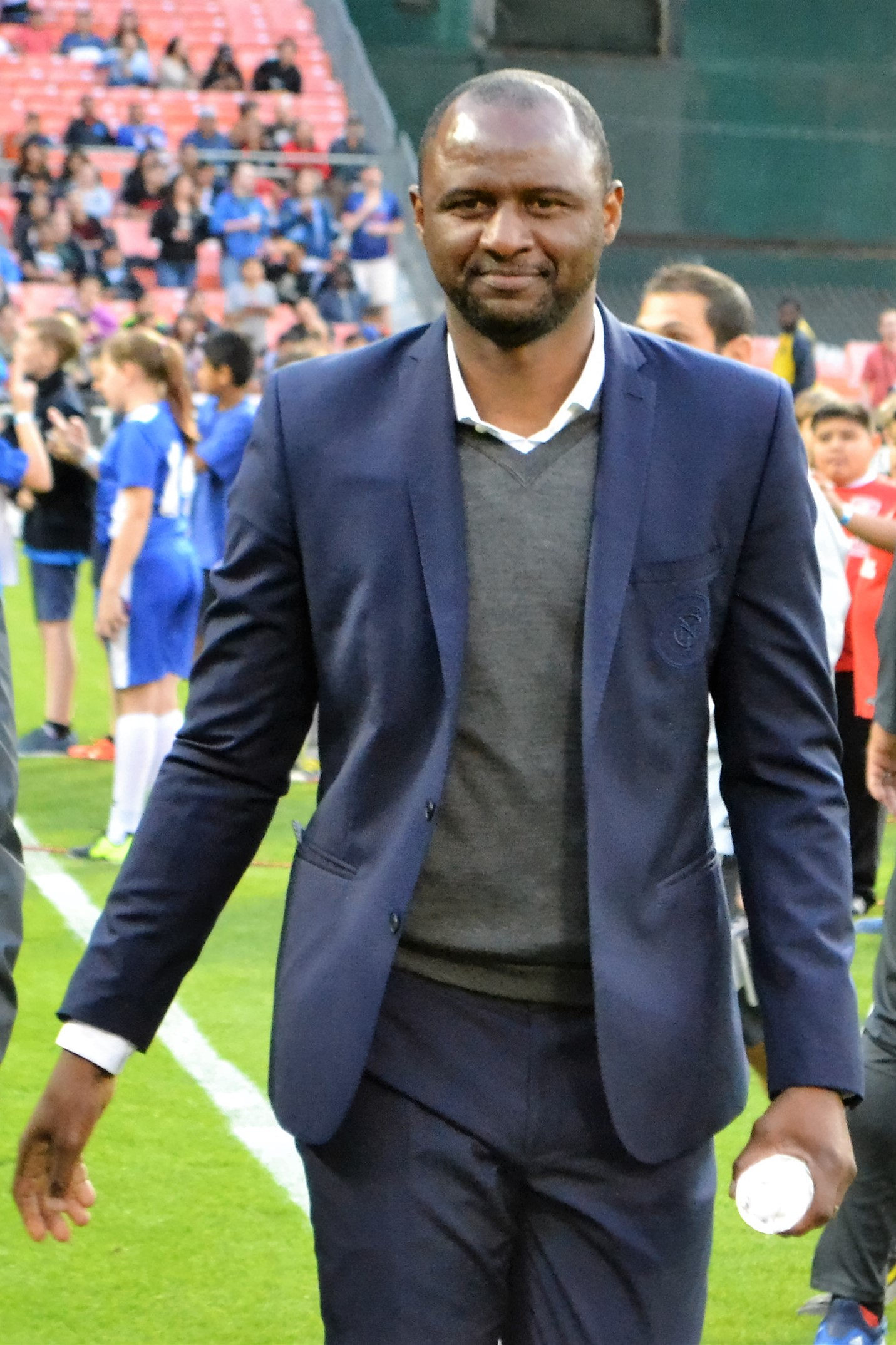
Patrick Vieira, capitaine des invincibles.

Pour ce qui est des équipes nationales, Theo Walcott est en 2006 le 57e joueur fourni par Arsenal à l'équipe d'Angleterre, faisant du club le troisième fournisseur de l'équipe nationale derrière Aston Villa et Tottenham Hotspur. Le même Walcott, appelé le 6 mai 2006 à 17 ans et 74 jours, est par ailleurs le plus jeune joueur d'Arsenal jamais sélectionné en équipe d'Angleterre. Arsenal a également fourni seize joueurs à l'équipe d'Écosse, le dernier en date étant Charlie Nicholas en 1987.
| Joueurs les plus capés | Joueurs les plus capés | Joueurs les plus capés | Joueurs les plus capés |
| ---------------------- | ---------------------- | ---------------------- | ---------------------- |
| 1                      | David O'Leary          | 1975–1993              | 722                    |
| 2                      | Tony Adams             | 1983–2002              | 669                    |
| 3                      | George Armstrong       | 1961–1977              | 621                    |
| 4                      | Lee Dixon              | 1988–2002              | 619                    |
| 5                      | Nigel Winterburn       | 1987–2000              | 584                    |
| 6                      | David Seaman           | 1990–2003              | 564                    |
| 7                      | Pat Rice               | 1964–1980              | 528                    |
| 8                      | Peter Storey           | 1965–1977              | 501                    |
| 9                      | John Radford           | 1964–1976              | 481                    |
| 10                     | Peter Simpson          | 1964–1978              | 477                    |
| 11                     | Bob John (en)          | 1922–1937              | 470                    |
| 12                     | Ray Parlour            | 1992–2004              | 466                    |
| 13                     | Graham Rix             | 1978–1988              | 464                    |
| 14                     | Martin Keown           | 1984–2004              | 449                    |
| 15                     | Paul Davis             | 1978–1995              | 447                    |
| 16                     | Eddie Hapgood          | 1927–1944              | 440                    |
| 17                     | Paul Merson            | 1985–1997              | 425                    |
| 18                     | Dennis Bergkamp        | 1995–2006              | 423                    |
| 19                     | Patrick Vieira         | 1996–2005              | 406                    |
| 20                     | Frank McLintock        | 1964–1973              | 403                    |

| Meilleurs buteurs | Meilleurs buteurs | Meilleurs buteurs | Meilleurs buteurs |
| ----------------- | ----------------- | ----------------- | ----------------- |
| 1                 | Thierry Henry     | 1999–2007, 2012   | 228               |
| 2                 | Ian Wright        | 1991–1998         | 185               |
| 3                 | Cliff Bastin      | 1929–1947         | 178               |
| 4                 | John Radford      | 1964–1976         | 149               |
| 5                 | Jimmy Brain       | 1923–1931         | 139               |
| 5                 | Ted Drake         | 1934–1945         | 139               |
| 7                 | Doug Lishman (en) | 1948–1956         | 137               |
| 8                 | Joe Hulme         | 1926–1938         | 125               |
| 9                 | David Jack        | 1928–1934         | 124               |
| 10                | Dennis Bergkamp   | 1995–2006         | 121               |
| 11                | Reg Lewis         | 1935–1953         | 118               |
| 12                | Robin van Persie  | 2004–2012         | 116               |
| 13                | Alan Smith        | 1987–1995         | 115               |
| 14                | Jack Lambert (en) | 1926–1933         | 109               |
| 15                | Frank Stapleton   | 1974–1981         | 108               |
| 16                | David Herd        | 1954–1961         | 107               |
| 17                | Joe Baker         | 1962–1966         | 100               |
| 18                | Paul Merson       | 1985–1997         | 99                |
| 19                | Don Roper (en)    | 1947–1957         | 95                |
| 20                | Alan Sunderland   | 1977–1984         | 92                |

## Effectif professionnel actuel
Le premier tableau liste l'effectif professionnel des Gunners pour la saison 2025-2026. Le second recense les prêts effectués par le club lors de cette même saison.
En grisé, les sélections de joueurs internationaux chez les jeunes mais n'ayant jamais été appelés aux échelons supérieurs une fois l'âge-limite dépassé ou les joueurs ayant pris leur retraite internationale.

## Aspects juridiques et économiques

### Statut juridique et légal
La compagnie mère Arsenal Holdings plc est une public limited company, une société ouverte à responsabilité limitée non cotée sur les marchés. Il existe environ 62 000 actions d'Arsenal, qui ne s'échangent pas sur un marché d'échange public comme la Bourse de Londres, mais occasionnellement sur OFEX, un marché indépendant dédié aux plus petites structures. Le président du conseil d'administration (appelé The Arsenal Board) est Peter Hill-Wood depuis 1982, tandis qu'Ivan Gazidis est Chief Executive.
En décembre 2005, la valeur d'Arsenal est estimée à 290 millions de livres. Cinq ans plus tard, sa valeur est passée à 640 millions de livres, le club ayant largement augmenté son chiffre d'affaires, ses bénéfices et réduit la dette accumulée lors de la construction du nouveau stade. En avril 2010, le magazine Forbes classe Arsenal au troisième rang des clubs les plus valorisés au monde derrière Manchester United et le Real Madrid, à 842 millions d'euros.
En 2010, le conseil d'administration du club détient environ 45 % des actions du club. L'actionnaire le plus important est l'entrepreneur américain Stan Kroenke, qui lance une première offre d'achat en 2007 et augmente encore sa participation en novembre 2009 jusqu'à rassembler près de 30 % des actions (rachetées notamment au réseau de télévision ITV), un seuil qui lui permettrait de prendre officiellement possession du club. L'autre actionnaire important du conseil est Danny Fiszman, un marchand de diamants londonien (qui détient 16 % des actions, contre 24 % en 2005). Le président du club depuis 1982, Peter Hill-Wood, en détient moins de 1 %.
Par ailleurs, en 2008, Nina Bracewel-Smith, renvoyée en décembre 2008 de son poste de directeur d'Arsenal, détient 16 % des parts, et l'oligarque russe Alicher Ousmanov, via la société Red & White Securities, environ 25 %, rachetées notamment à David Dein, ancien vice-président du club, après la démission de ce dernier en 2007. Les médias se font depuis régulièrement l'écho d'une certaine rivalité entre les actionnaires Ousmanov et Kroenke pour prendre à terme le contrôle du club.

### Budget du club
Bien qu'Arsenal n'ait longtemps pas eu la réputation d'un club très riche, comme peuvent l'être ses concurrents en Angleterre Manchester United ou Chelsea FC, sa saine gestion et son déménagement à l'Emirates Stadium lui ont permis de devenir l'un des clubs les plus solides et les plus bénéficiaires du monde.
Alors que le chiffre d'affaires de la société est de 138,4 millions de livres en 2005 (avec un bénéfice avant taxation de 19,3 millions de livres), celui-ci augmente progressivement les années suivantes jusqu'à atteindre 313,3 millions de livres (avec un bénéfice après impôt, transferts compris, de 35,2 millions de livres) lors de la saison 2008-2009. En 2010, la société annonce un chiffre d'affaires record de 379,8 millions de livres, soit 450 millions d'euros, dont 222,9 millions de livres pour les activités sportives, et un bénéfice total après impôts supérieur à 60 millions de livres.
L'appui et le développement des méthodes marketing à l'étranger, et notamment dans les pays asiatiques, le niveau élevé des droits télévisés en Angleterre (48,6 millions de livres en 2005, 84,6 millions en 2010), ainsi que les revenus supplémentaires faisant suite au déménagement à l'Emirates Stadium en 2006 (les recettes au stade de Highbury culminaient à 37,4 millions de livres en 2005, à comparer aux 93,9 millions de livres enregistrés lors de la saison 2009-2010), sont les principales raisons de l'explosion.
|                        | 2006    | 2007    | 2008    | 2009    | 2010    | 2011   | 2012   | 2013    |
| ---------------------- | ------- | ------- | ------- | ------- | ------- | ------ | ------ | ------- |
| Chiffre d'affaires     | 137,237 | 200,843 | 222,97  | 313,339 | 379,856 | 246,78 | 251,10 | 368,487 |
| Balance des transferts | -15,262 | -18,238 | -21,285 | -20,287 | -24,573 |        |        |         |
| Bénéfice               | -3,939  | 23,376  | 26,733  | 38,513  | 35,551  |        |        |         |

Cependant, le club tâche à ne pas prendre de grand risque sur le marché des transferts, évitant autant que possible les dépenses inconsidérées. La gestion de l'effectif depuis l'ère Arsène Wenger démontre que le club a su faire des plus-values importantes sur certains joueurs de manière impressionnante, l'exemple le plus célèbre étant celui de Nicolas Anelka, acheté six millions de francs (environ un million d'euros) et revendu au Real Madrid deux ans plus tard pour un montant plus de 30 fois supérieur. La « méthode Wenger » consiste essentiellement à miser sur de jeunes joueurs dont il assure la fin de la formation, à l'image des Gaël Clichy, Robin van Persie et Francesc Fàbregas dans l'équipe de la fin des années 2000[réf. nécessaire].
Comme tout club de football, les coûts les plus importants sont liés aux salaires de l'équipe et du staff. En 2005, le club compte environ 300 employés, dont 61 joueurs sous contrat et 32 personnels d'encadrement. Cinq ans après, ils sont 416 employés, dont 66 joueurs. Cette dépense se monte en 2005 à plus de 66 millions de livres, le joueur le mieux payé du club étant alors Thierry Henry, à plus de 160 000 euros par semaine. Le niveau de la masse salariale suit l'explosion du chiffre d'affaires à la fin des années 2000, maintenant un ratio compris entre 45 et 50 % du CA.
Les tarifs des billets et abonnements pour assister aux matchs du club sont parmi les plus élevés d'Europe. Pour la saison 2015-2016, l’abonnement annuel le moins cher se monte à 1 200 euros.

### Transferts les plus coûteux
| Rang | Joueur                    | Montant   | Club précédent        | Date |
| ---- | ------------------------- | --------- | --------------------- | ---- |
| 1    | Declan Rice               | 116,60 M€ | West Ham United       | 2023 |
| 2    | Nicolas Pépé              | 80 M€     | Lille                 | 2019 |
| 3    | Kai Havertz               | 75 M€     | Chelsea FC            | 2023 |
| 4    | Viktor Gyökeres           | 65,8 M€   | Sporting CP           | 2025 |
| 5    | Martín Zubimendi          | 65 M€     | Real Sociedad         | 2025 |
| 6    | Pierre-Emerick Aubameyang | 63,75 M€  | Borussia Dortmund     | 2018 |
| 7    | Ben White                 | 58,5 M€   | Brighton              | 2021 |
| 8    | Noni Madueke              | 55,40 M€  | Chelsea Football Club | 2025 |
| 9    | Alexandre Lacazette       | 53 M€     | Olympique lyonnais    | 2017 |
| 10   | Gabriel Jesus             | 52,26 M€  | Manchester City       | 2022 |

| Rang | Joueur                  | Montant | Destination       | Date |
| ---- | ----------------------- | ------- | ----------------- | ---- |
| 1    | Marc Overmars           | 40 M€   | FC Barcelone      | 2000 |
| 2    | Alex Oxlade-Chamberlain | 38 M€   | Liverpool FC      | 2017 |
| 3    | Nicolas Anelka          | 35 M€   | Real Madrid       | 1999 |
| 4    | Alexis Sánchez          | 34 M€   | Manchester United | 2018 |
| 5    | Cesc Fàbregas           | 34 M€   | FC Barcelone      | 2011 |
| 6    | Emile Smith Rowe        | 31,8 M€ | Fulham FC         | 2024 |
| 7    | Robin van Persie        | 30,7 M€ | Manchester United | 2012 |
| 8    | Alex Iwobi              | 30,4 M€ | Everton FC        | 2019 |
| 9    | Folarin Balogun         | 30 M€   | AS Monaco         | 2023 |
| 10   | Eddie Nketiah           | 29,7 M€ | Crystal Palace FC | 2024 |

## Autres équipes

### Équipe réserve
Arsenal Reserves est le nom donné à l'équipe réserve du club. Existante depuis l’origine du club, elle remporte ses premiers titres officiels dès le XIXe siècle. Longtemps inscrite en London Combination, devenue Football Combination en 1939, l’équipe en remporte 18 éditions entre 1922 et 1990. Elle participe à la Southern Division (en français : « poule sud ») de la FA Premier Reserve League depuis la création de la compétition en 1999.
L’équipe évolue au Underhill Stadium, un stade appartenant au Barnet FC situé dans la banlieue nord de Londres. Elle est essentiellement composée de joueurs de moins de 21 ans sortis de l'Academy du club, renforcés parfois par les membres de l’équipe première à leur retour de blessure. Son entraîneur est l’ancien footballeur anglais Neil Banfield, depuis 2004.

### Équipe de jeunes
Rapidement après sa création, le club a mis en place des équipes de jeunes. C'est notamment le rôle d’Arsenal « A », la troisième équipe du club créée en 1929.
Dans les années 1950, les compétitions de jeunes s'organisent en Angleterre, et les Gunners inscrivent naturellement une équipe dans la toute nouvelle South East Counties League, compétition opposant les équipes de moins de 18 ans du sud de l'Angleterre. Le club londonien obtient un certain succès en remportant à sept reprises le championnat, quand est lancée en 1997 la FA Premier Youth League, premier championnat national des moins de 18 ans, devenue Premier Academy League en 2004.
L'équipe des moins de 18 ans, équipe première de l’Academy, est entraînée par l'ancien joueur emblématique Steve Bould, qui a retrouvé le club en 2001, et s'entraîne au centre d'entraînement avec les professionnels. En 2010, Arsenal en remporte son cinquième trophée, ce qui en fait de loin le club le plus titré. Les jeunes participent également à la coupe nationale FA Youth Cup, dont ils remportent leur septième titre en 2009 (ce qui fait d'Arsenal le deuxième meilleur club en la matière derrière Manchester United).

### Arsenal Women
Arsenal Ladies Football Club est l'équipe féminine affiliée au club. Fondé en 1987, elles sont devenues semi-professionnelles en 2002 et sont l'une des meilleures équipes du championnat d'Angleterre de football féminin et d'Europe. Dirigées par Vic Akers, qui est aussi responsable des tenues pour le club masculin, elles ont gagné en 2011 leur treizième titre de championnes, avec la capitaine Faye White.
Elles ont aussi gagné la coupe d'Angleterre de football féminine à onze reprises et dix fois la Coupe de la ligue d'Angleterre féminine. Elles ont par ailleurs atteint les demi-finales de la Coupe féminine de l'UEFA par deux fois, et l'ont remportée une fois, en avril 2007. Tandis que les hommes et les femmes sont officiellement et juridiquement séparés, les clubs ont comme point commun le fait d'avoir le même vice-président (qui était jusqu'à peu David Dein) et les mêmes sponsors. L'équipe féminine dispute ses matchs à Boreham Wood.

## Soutien et image

### Supporters

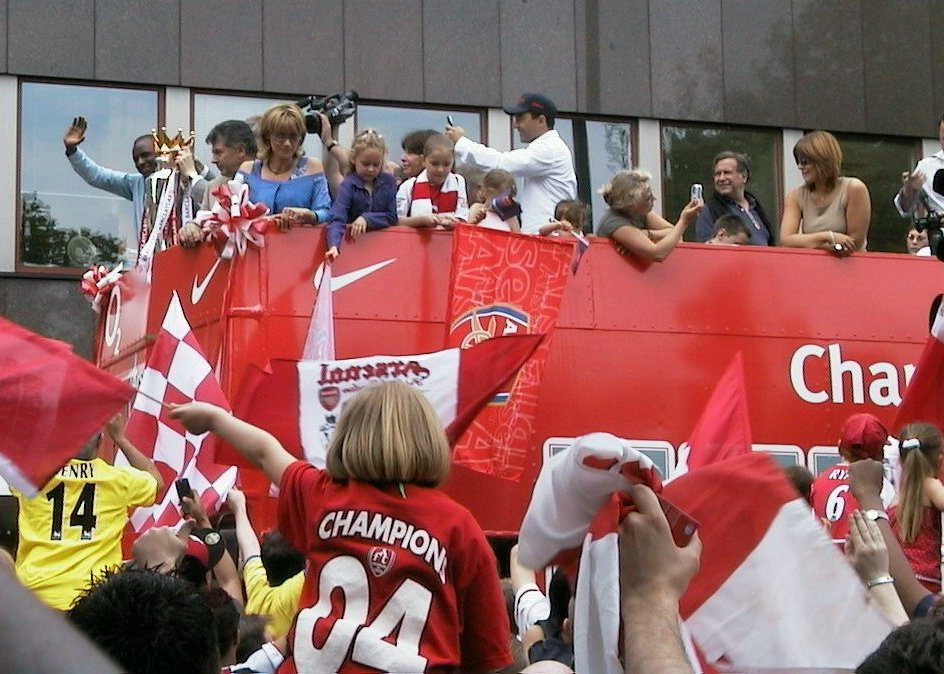
Supporters lors de la parade célébrant le titre de champion d'Angleterre 2004.

Arsenal possède de nombreux et fidèles supporters, connus comme les Gooners (un nom dérivant du surnom du club The Gunners), remplissant le stade à chaque match à domicile. En 2005-2006, Arsenal possédait la sixième affluence d'Angleterre avec 38 184 spectateurs ; depuis la saison suivante et le déménagement à l'Emirates Stadium, l'affluence moyenne a augmenté d'environ 50 %, à près de 60 000 spectateurs. Sa localisation fait d'Arsenal un club représentatif de multiples classes sociales. Il faut ajouter à ceci que l'origine ethnique des supporters d'Arsenal est la plus variée de tous les clubs d'Angleterre, ceci dû sans doute à la diversité ethnique du Nord de Londres.

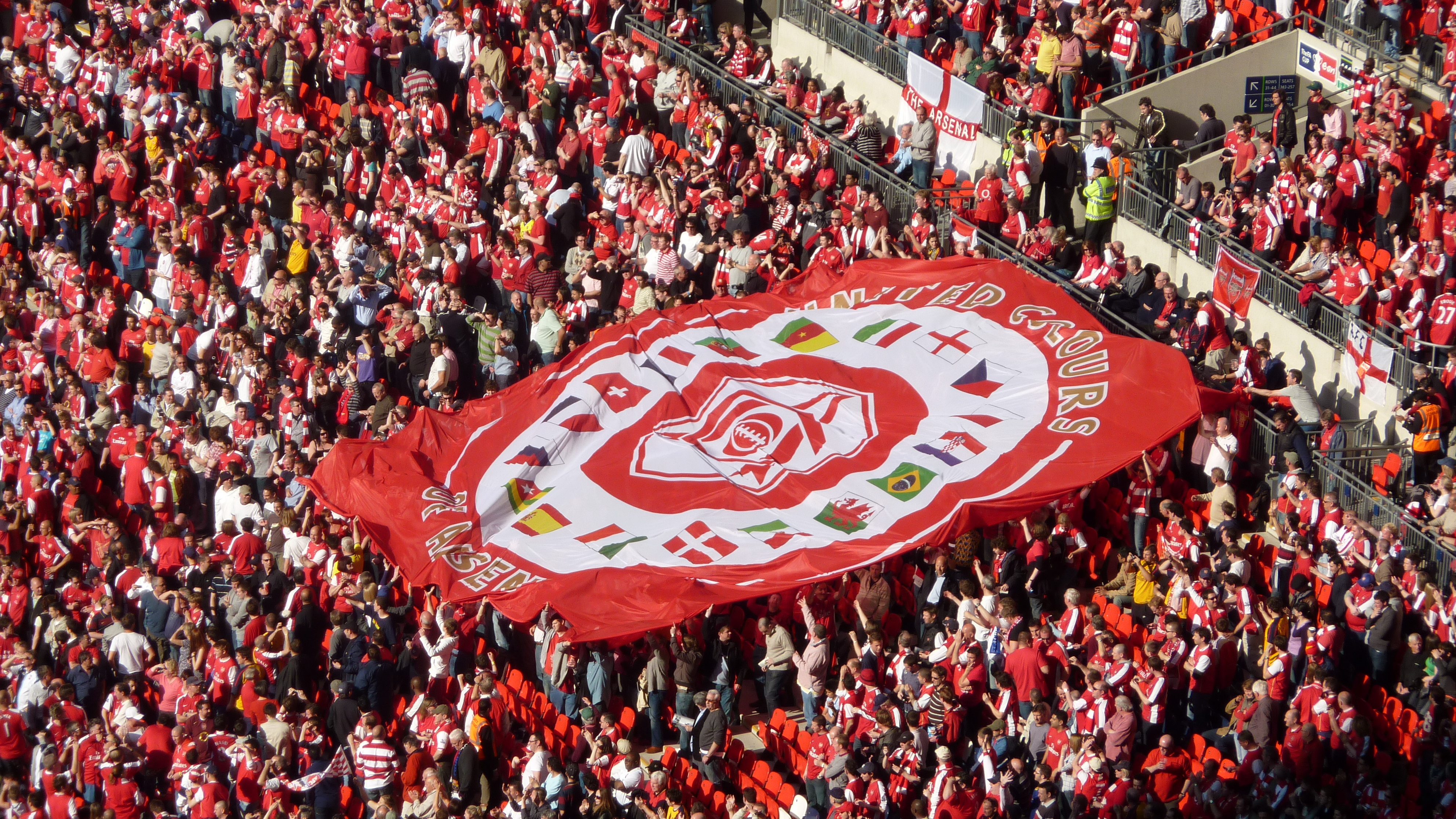
Tifo des supporters à l'Emirates Stadium.

Comme tous les principaux clubs anglais, Arsenal a de nombreux clubs de supporters, incluant le club officiel des supporters qui est affilié au club, et d'autres associations plus indépendantes. Les supporters publient des fanzines comme The Gooner, Highbury High, Gunflash et le moins cérébral Up The Arse!. Arsenal, comme de nombreux autres clubs européens, possède des groupes de supporters dans le monde entier (en France, en Scandinavie, en Asie du Sud-Est et de l'Est, ainsi qu'aux États-Unis). Ce phénomène est notamment dû au développement de la télévision par satellite, qui permet la création de sections de supporters. En 2005, un rapport de Granada Ventures, actionnaire du club à hauteur de 9,9 %, estime qu'Arsenal posséderait au total 27 millions de fans, le plaçant en troisième position mondiale.

#### Supporters célèbres
La reine d'Angleterre Élisabeth II et son petit-fils, le prince Harry, soutiennent Arsenal, tout comme David Gilmour (guitariste et chanteur de Pink Floyd), Mick Jagger (chanteur des Rolling Stones), les rockers John Lydon (Sex Pistols), Roger Daltrey (The Who) , Ray et Dave Davies (The Kinks) , l'auteur-compositeur-interprète Martin L. Gore (cofondateur de Depeche Mode), les acteurs Kevin Costner, Alfie Allen et Matt Lucas, le journaliste Piers Morgan, l'animateur TV Dermot O'Leary, ainsi que l'écrivain Nick Hornby. Plus étrangement, le leader communiste de Cuba Fidel Castro aurait aussi supporté le club. L'ancien chef al-Qaida Oussama ben Laden, aurait également été, selon une rumeur, supporter des Gunners. Cette passion pour Arsenal lui serait venue lorsqu'il résidait à Londres au début des années 1990. Le fils du président américain Donald Trump, Barron Jr, a été aperçu dans les jardins de la Maison Blanche avec un maillot d'Arsenal sur les épaules et son père a plus tard confirmé qu'il en était fan. John Bercow, Speaker de la Chambre des Communes (équivalent du Président de la Chambre des Députés française) est un supporter enthousiaste d' Arsenal.

#### Autres sportifs
Pendant l'Open d'Australie 2011, Andy Murray avoue être un fan d'Arsenal. La joueuse de tennis Harriet Dart est également une grande supportrice.
D'après le magazine officiel du mois d'août 2012, les sportifs suivants sont également des supporters du club : David Rudisha, Eric Boateng, Geraint Thomas, Luol Deng, Mo Farah et Nathan French, ainsi que Remco Evenepoel.
Le joueur de snooker Ronnie O'Sullivan et le pilote de Formule 1 Lewis Hamilton sont également supporters du club.
D'après le magazine officiel du mois de septembre 2016, la sprinteuse jamaïcaine Shelly-Ann Fraser-Pryce déclare être une fan d'Arsenal et de Thierry Henry. Elle n'exclut pas de vouloir jouer pour l'équipe féminine à la fin de sa carrière en athlétisme.

### Rivalités

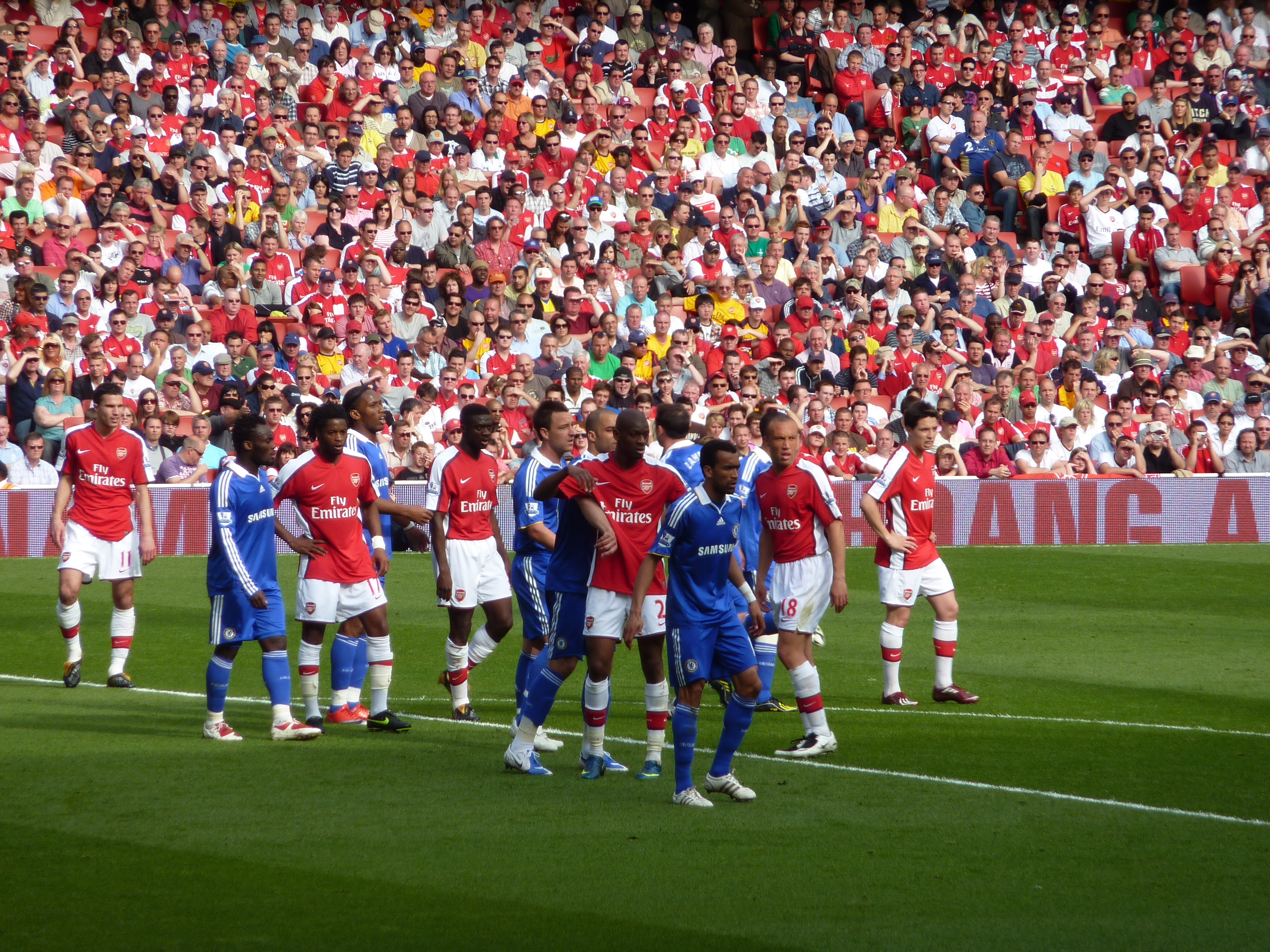
Scène d'un derby face à Chelsea, 2009.

Le principal rival d'Arsenal est son plus proche voisin, Tottenham Hotspur. Les matchs entre les deux clubs sont connus comme le « North London derby ».

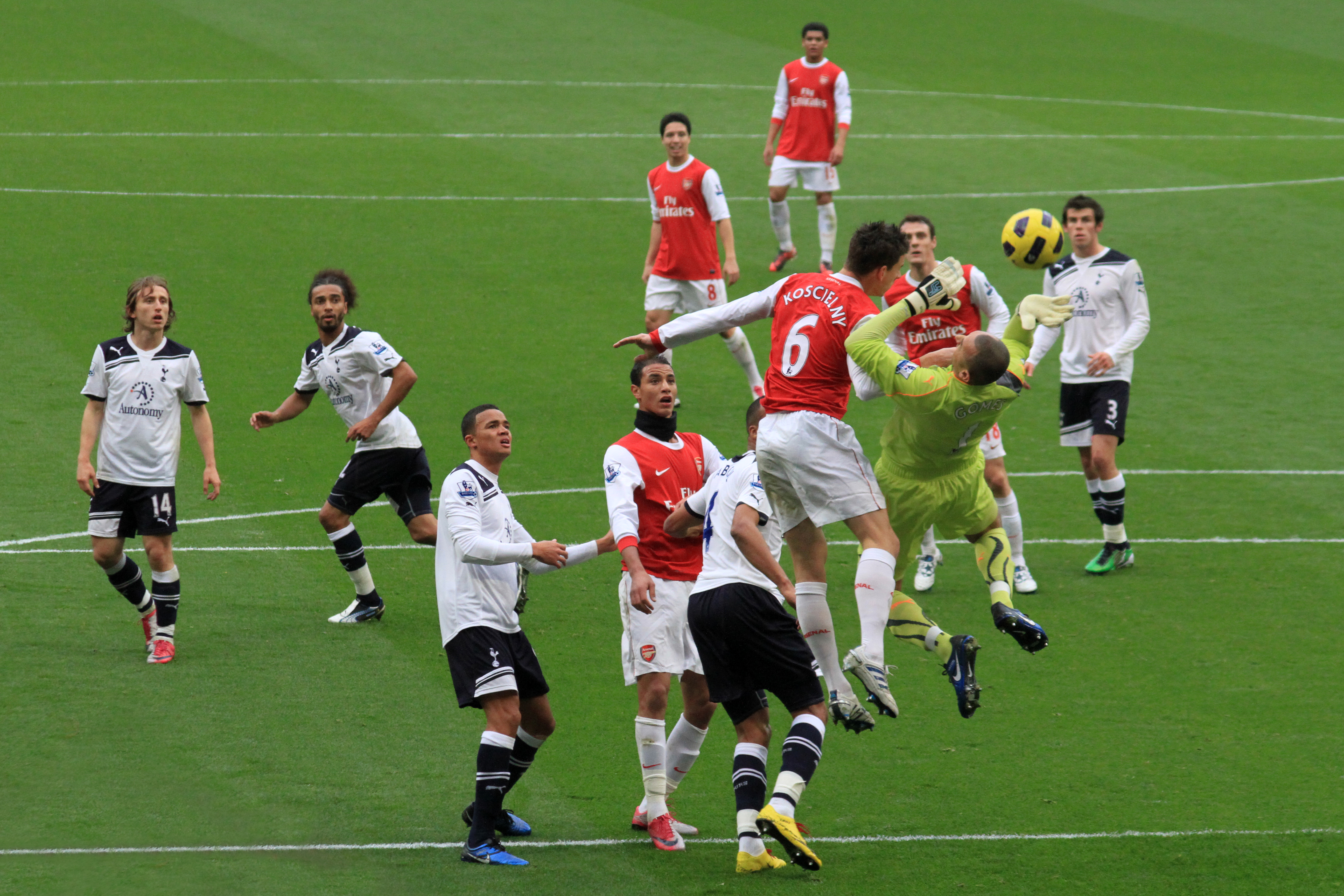
Derby entre Arsenal et Tottenham.

Cependant, les rencontres avec d'autres clubs londoniens ne manquent pas ; que ce soit face à Chelsea, Fulham, Charlton Athletic et West Ham United, ces matchs sont également des derbies, même si la rivalité n'y est pas aussi intense et historique qu'avec Tottenham.
La rivalité entre supporters se matérialise notamment dans les chants des supporters, comme lors du derby londonien opposant Arsenal à Chelsea en championnat lors de la saison 2003-2004. Les Gunners sont alors invaincus en championnat et leur principal souci se pose quant au financement du nouveau stade. Les supporters de Chelsea, dont les moyens financiers sont alors beaucoup plus importants du fait de l'arrivée du milliardaire russe Roman Abramovitch, commencent à chanter, en sous-entendant qu'Arsenal est incapable de le faire tout seul :
Shall we buy a ground for you?

Shall we buy a ground for you?

Shall we buy a ground for you?

(en français : « Devrions-nous vous acheter un terrain ? »)

Les supporters d'Arsenal répliquent immédiatement :
Shall we win the league for you?

Shall we win the league for you?

Shall we win the league for you?

(en français : « Devrions-nous gagner le championnat pour vous ? »)

### Arsenal dans la culture populaire anglaise
Étant l'un des clubs les plus prestigieux d'Angleterre, Arsenal est souvent présent lorsque l'on aborde le sujet du football dans la culture anglaise. Un film fut tourné dans l'enceinte du stade : The Arsenal Stadium Mystery (1939). Ce film se focalise sur un match amical entre Arsenal et une équipe amateurs, dont un des joueurs est empoisonné durant la partie. Beaucoup de joueurs du club avaient interprété leur propre rôle.
Le 22 janvier 1927, le match Arsenal - Sheffield United est le premier match de Premier League à être diffusé en direct à la radio. Le premier match diffusé à la télévision sera une rencontre amicale opposant Arsenal à sa propre réserve, le 16 septembre 1937.
Plus récemment, le livre Fever Pitch (1992) de Nick Hornby est une autobiographie de l'auteur, centrée sur ses relations avec le football et Arsenal, notamment sur la rédemption du football anglais dans les années 1990. Cet ouvrage fut adapté au cinéma en 1997 : Carton jaune, centré, lui, sur le titre de 1989.
Dans le film Ocean's Twelve, l'objet convoité est transporté dans un sac de sport du club vers la fin du film. On trouve également une référence à Arsenal dans le film de Peter Cattaneo, Full Monty : Le Grand Jeu, et plus précisément à la façon dont on peut adapter la façon de jouer la ligne de hors-jeu de la défense d'Arsenal à une danse de strip-tease.
Dans le film Les Promesses de l'ombre (2007) de David Cronenberg, un membre de la mafia russe se fait tuer en se rendant au stade lors d'un match Chelsea-Arsenal.
Arsenal ou ses joueurs tel Tony Adams, ont également fait l'objet de plusieurs chansons [réf. nécessaire].
Une édition spéciale du célèbre jeu Monopoly a été conçue pour les supporters du club.

## Médias

### Magazine officiel
Chaque mois, le club publie un magazine officiel : Arsenal Official Magazine (disponible en anglais uniquement). Les fans ont la possibilité de s'abonner via le site officiel du club. La publication du magazine officiel est arrêtée en août 2018 avec le dernier numéro. L'éditeur invoque une tendance à la numérisation croissante des médias.

### Programme officiel
Avant chaque rencontre disputée à l'Emirates Stadium, le club publie un programme officiel: Official Matchday Programme (disponible en anglais uniquement). Les fans ont aussi la possibilité d'acheter des anciens numéros dans la boutique située sous le stade.

### MagazineGooner
Chaque mois, en parallèle du magazine officiel, sort un magazine écrit par des fans: Gooner (disponible en anglais uniquement). Les fans ont la possibilité de s'abonner sur le site du magazine ou d'acheter le magazine avant chaque rencontre disputée à l'Emirates Stadium.

### Télévision
À l'instar d'autres grands clubs anglais et européens, le club d'Arsenal possède sa propre chaîne de télévision sur son site Internet: Arsenal Player, qui diffuse à ses abonnés une bonne partie des matchs de la saison et exclusivement les matchs de préparation (juillet).
En août 2022, Amazon Prime Video publie un reportage en huit épisodes sur le club intitulé All or Nothing : Arsenal. Le documentaire retrace la campagne 2020/2021 des Gunners sous l'angle des vestiaires, du staff technique et médical, des fans ainsi que de l'entraîneur Mikel Arteta, en revenant sur les matchs ou moments clé de la campagne.

## Galerie

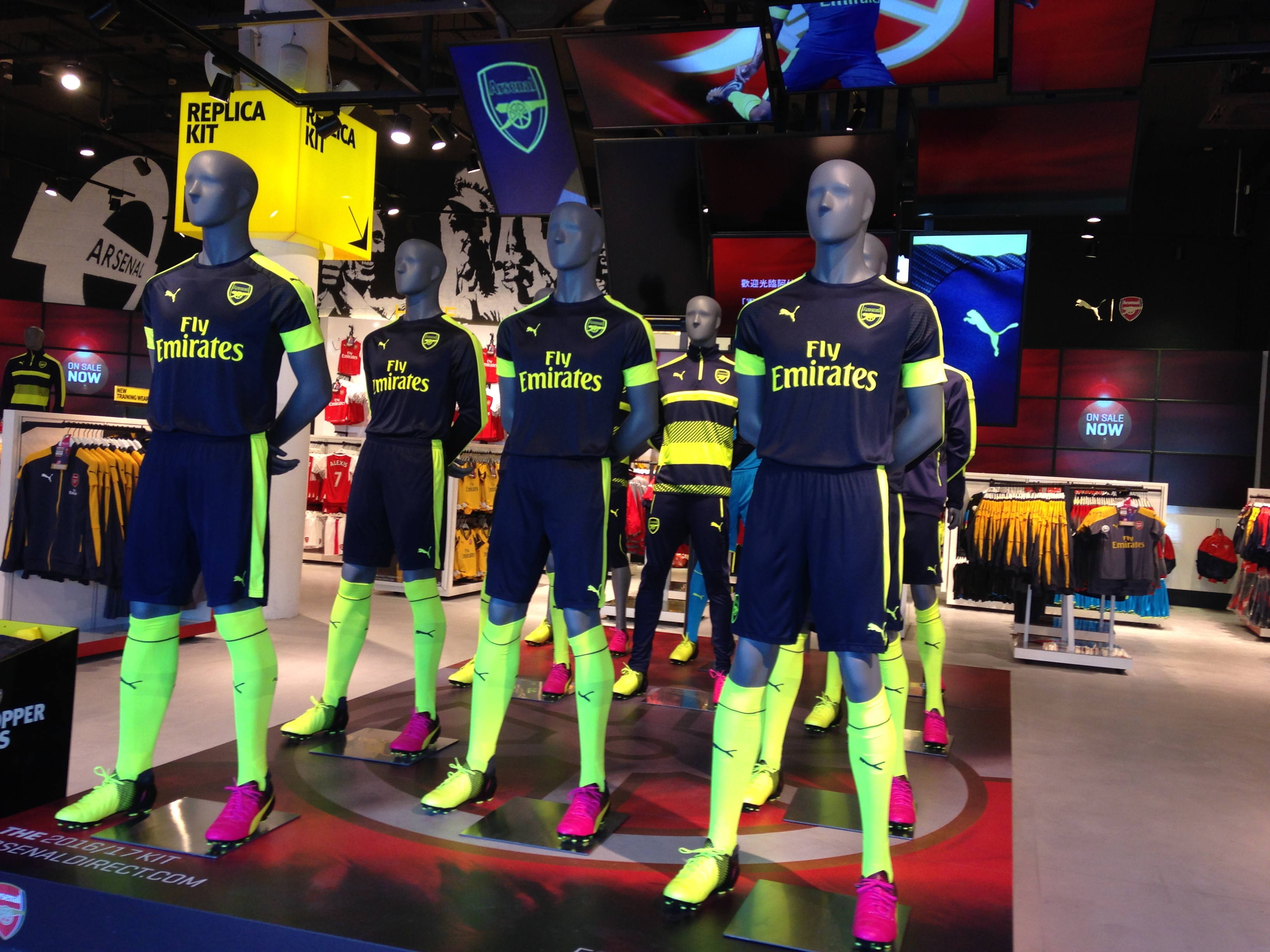
Boutique du club à l'Emirates Stadium.
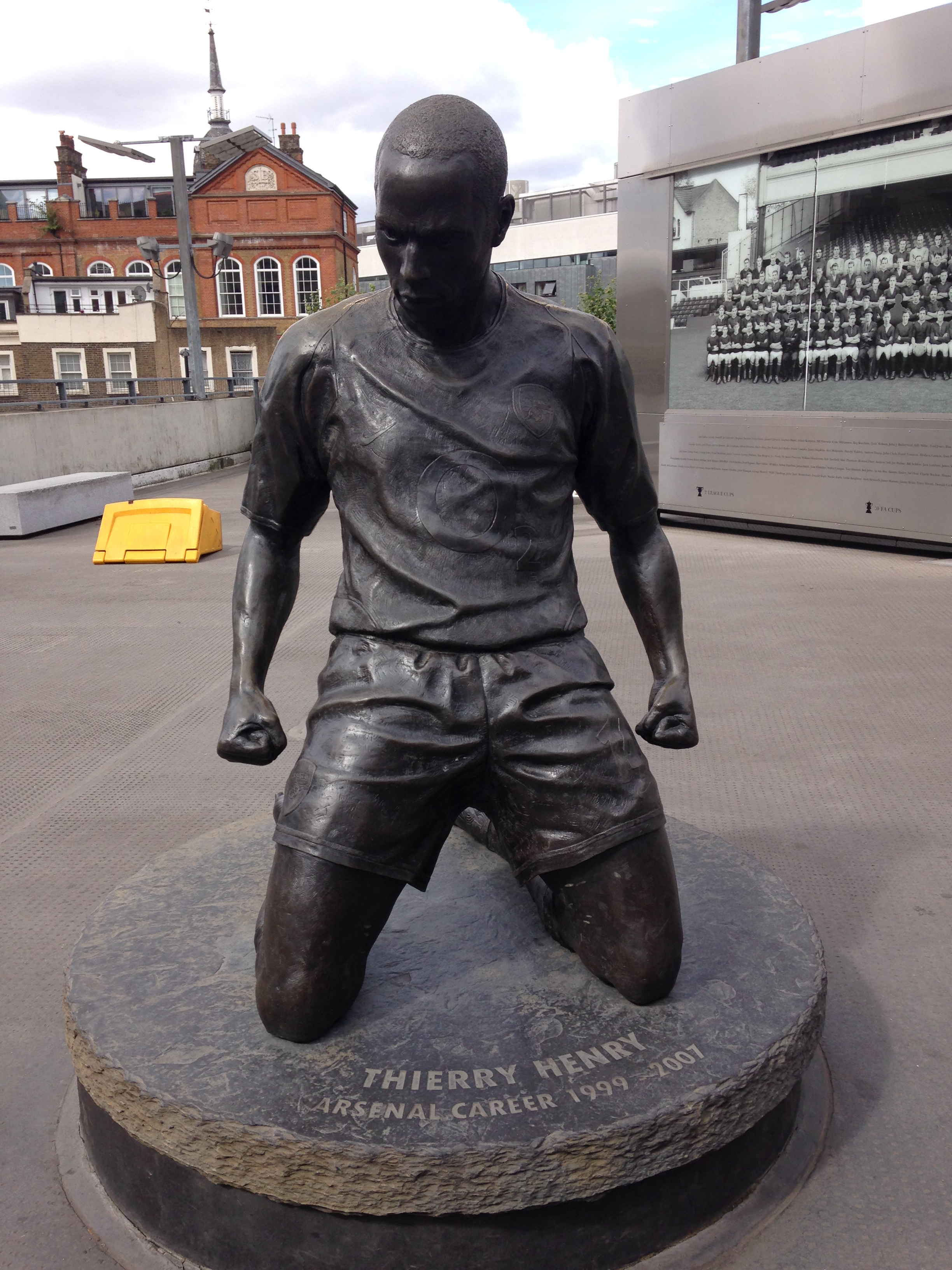
Statue d'un joueur emblématique, Thierry Henry, devant le stade.
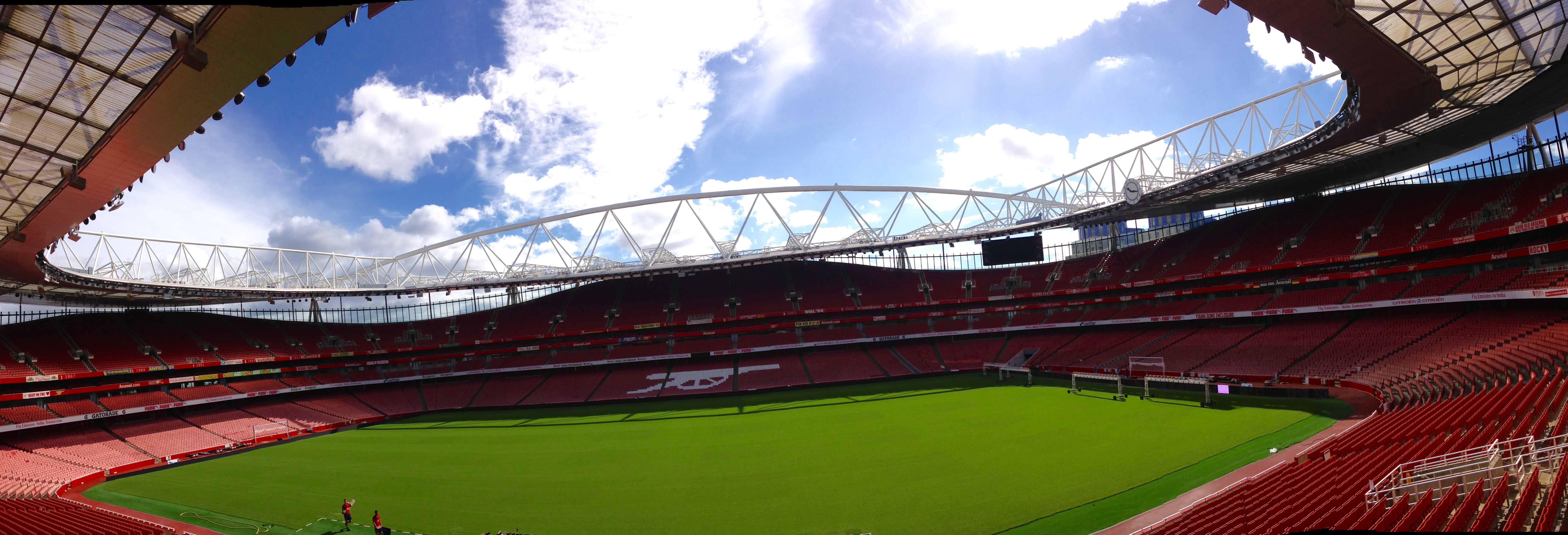
Panorama du stade actuel d'Arsenal, l'Emirates Stadium.

### Note
1. ↑  Seule la nationalité sportive est indiquée. Un joueur peut avoir plusieurs nationalités mais n'a le droit de jouer que pour une seule sélection nationale.
2. ↑  Seule la sélection la plus importante est indiquée.